# Selezioni dei Minnesota Vikings al Draft NFL
Questa è la lista dei giocatori selezionati dai Minnesota Vikings durante il Draft NFL, a partire dalla edizione 1961.

## Legenda
|  | Indotto nella Pro Football Hall of Fame     |
|  | Indotto nel Minnesota Vikings Ring of Honor |
|  | Vincitore del titolo di MVP della NFL       |
|  | Vincitore del titolo di MVP del Pro Bowl    |
|  | All-Pro e Pro Bowler                        |
|  | All-Pro                                     |
|  | Pro Bowler                                  |

## Anni 1960

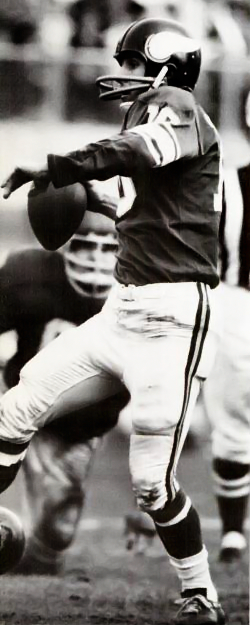
F. Tarkenton, 29ª scelta assoluta al Draft NFL 1961

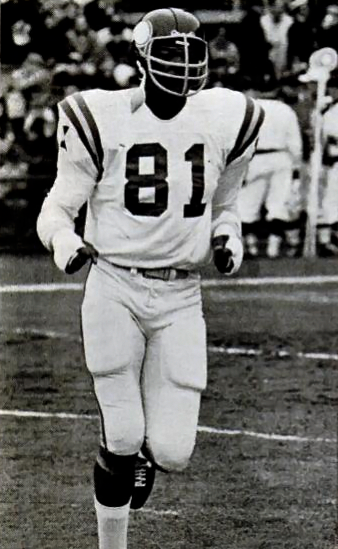
C. Eller, 6ª scelta assoluta al Draft NFL 1964

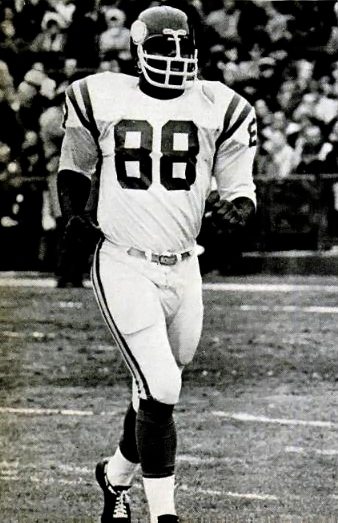
A. Page, 15ª scelta assoluta al Draft NFL 1967

Draft NFL 1961
| Giro | Scelta | Generale | Giocatore          | Ruolo              | College               |
| ---- | ------ | -------- | ------------------ | ------------------ | --------------------- |
| 1    | 1      | 1        | Tommy Mason        | Running back       | Tulane                |
| 2    | 1      | 15       | Rip Hawkins        | Linebacker         | North Carolina        |
| 3    | 1      | 29       | Fran Tarkenton     | Quarterback        | Georgia               |
| 4    | 1      | 43       | Chuck Lamson       | Running back       | Wyoming               |
| 5    | 1      | 57       | Ed Sharockman      | Cornerback         | Pittsburgh            |
| 6    | 1      | 71       | Jerry Burch        | Tight end          | Georgia Tech          |
| 7    | 1      | 85       | Allan Ferrie       | End                | Wagner                |
| 8    | 1      | 99       | Paul Lindquist     | Defensive tackle   | New Hampshire         |
| 9    | 1      | 113      | Dan Sheehan        | Offensive tackle   | Chattanooga           |
| 10   | 1      | 127      | Doug Mayberry      | Running back       | Utah State            |
| 11   | 1      | 141      | Jerry Mays         | Defensive end      | Southern Methodist    |
| 12   | 1      | 155      | Steve Stonebreaker | Linebacker         | Detroit               |
| 13   | 1      | 169      | Ray Hayes          | Running back       | Central State (OK)    |
| 14   | 1      | 183      | Ken Petersen       | Offensive tackle   | Utah                  |
| 15   | 1      | 197      | Mike Mercer        | Placekicker/Punter | Northern Arizona      |
| 16   | 1      | 211      | Ted Karpowicz      | Running back       | Detroit               |
| 17   | 1      | 225      | Willie Jones       | Running back       | Purdue                |
| 18   | 1      | 239      | Bob Voight         | Offensive tackle   | Cal State-Los Angeles |
| 19   | 1      | 253      | Bill Hill          | Running back       | Presbyterian          |
| 20   | 1      | 267      | Mike McFarland     | Quarterback        | Western Illinois      |

Draft NFL 1962
| Giro | Scelta | Generale | Giocatore        | Ruolo            | College               |
| ---- | ------ | -------- | ---------------- | ---------------- | --------------------- |
| 3    | 2      | 30       | Bill Miller      | Wide receiver    | Miami (FL)            |
| 4    | 3      | 45       | Roy Winston      | Linebacker       | Louisiana State       |
| 6    | 3      | 73       | Larry Bowie      | Offensive guard  | Purdue                |
| 8    | 3      | 101      | Paul White       | Running back     | Florida               |
| 9    | 2      | 114      | Marshall Shirk   | Offensive tackle | UCLA                  |
| 12   | 3      | 157      | Gary Fallon      | Running back     | Syracuse              |
| 13   | 2      | 170      | Roger Van Cleef  | Offensive tackle | Southwestern Oklahoma |
| 14   | 3      | 185      | Patrick Russ     | Offensive tackle | Purdue                |
| 15   | 2      | 198      | Larry Guilford   | End              | Pacific               |
| 16   | 3      | 213      | John Contoulis   | Offensive tackle | Connecticut           |
| 17   | 2      | 226      | Ron Staley       | End              | Wisconsin             |
| 18   | 3      | 241      | Junior Hawthorne | Offensive tackle | Kentucky              |
| 19   | 2      | 254      | Tommy Minteer    | Running back     | Baylor                |
| 20   | 3      | 269      | Terry Cagaanan   | Running back     | Utah State            |

Draft NFL 1963
| Giro | Scelta | Generale | Giocatore       | Ruolo            | College                    |
| ---- | ------ | -------- | --------------- | ---------------- | -------------------------- |
| 1    | 3      | 3        | Jim Dunaway     | Defensive tackle | Mississippi                |
| 2    | 2      | 16       | Bobby Bell      | Linebacker       | Minnesota                  |
| 3    | 3      | 31       | Ray Poage       | Tight end        | Texas                      |
| 4    | 2      | 44       | Paul Flatley    | Wide receiver    | Northwestern               |
| 5    | 3      | 59       | Gary Kaltenbach | Offensive tackle | Pittsburgh                 |
| 8    | 2      | 100      | Jim O'Mahoney   | Linebacker       | Miami (FL)                 |
| 9    | 3      | 115      | Bob Hoover      | Running back     | Florida                    |
| 10   | 2      | 128      | Terry Kosens    | Safety           | Hofstra                    |
| 11   | 3      | 143      | John Campbell   | Linebacker       | Minnesota                  |
| 12   | 2      | 156      | John Sklopan    | Defensive back   | Southern Mississippi       |
| 13   | 3      | 171      | Dave O'Brien    | Offensive tackle | Boston College             |
| 14   | 2      | 184      | Ralph Ferrisi   | Running back     | Southern Connecticut State |
| 15   | 3      | 199      | John Murio      | End              | Whitworth                  |
| 16   | 2      | 212      | Rex Mirich      | Defensive tackle | Northern Arizona           |
| 17   | 3      | 227      | Tom Munsey      | Running back     | Concord                    |
| 18   | 2      | 240      | Tom McIntyre    | Offensive tackle | Saint John's (MN)          |
| 19   | 3      | 255      | Frank Horvath   | Running back     | Youngstown State           |
| 20   | 2      | 268      | Mailon Kent     | Running back     | Auburn                     |

Draft NFL 1964
| Giro | Scelta | Generale | Giocatore      | Ruolo            | College           |
| ---- | ------ | -------- | -------------- | ---------------- | ----------------- |
| 1    | 6      | 6        | Carl Eller     | Defensive end    | Minnesota         |
| 2    | 5      | 19       | Hal Bedsole    | Tight end        | USC               |
| 3    | 6      | 34       | George Rose    | Cornerback       | Auburn            |
| 4    | 11     | 53       | Tom Keating    | Defensive tackle | Michigan          |
| 5    | 6      | 62       | John Kirby     | Linebacker       | Nebraska          |
| 6    | 5      | 75       | Bob Lacey      | End              | North Carolina    |
| 7    | 6      | 90       | Wes Bryant     | Offensive tackle | Arkansas          |
| 8    | 5      | 103      | Bill McWatters | Fullback         | North Texas State |
| 9    | 6      | 118      | Darrell Lester | Running back     | McNeese State     |
| 11   | 6      | 146      | H.O. Estes     | Offensive guard  | East Central (OK) |
| 12   | 5      | 159      | Sandy Sands    | End              | Texas             |
| 13   | 6      | 174      | Russ Vollmer   | Running back     | Memphis State     |
| 14   | 5      | 187      | Tom Michel     | Running back     | East Carolina     |
| 15   | 6      | 202      | Monte Kiffin   | Offensive tackle | Nebraska          |
| 16   | 5      | 215      | Carlton Oats   | Defensive end    | Florida A&M       |
| 17   | 6      | 230      | Jerry McClurg  | End              | Colorado          |
| 18   | 5      | 243      | Carl Robinson  | Offensive tackle | Prairie View A&M  |
| 19   | 6      | 258      | Dick Schott    | End              | Louisville        |
| 20   | 5      | 271      | Milt Sunde     | Offensive guard  | Minnesota         |

Draft NFL 1965
| Giro | Scelta | Generale | Giocatore        | Ruolo            | College                |
| ---- | ------ | -------- | ---------------- | ---------------- | ---------------------- |
| 1    | 8      | 8        | Jack Snow        | Wide receiver    | Notre Dame             |
| 2    | 1      | 15       | Archie Sutton    | Offensive tackle | Illinois               |
| 2    | 9      | 23       | Lance Rentzel    | Wide receiver    | Oklahoma               |
| 4    | 9      | 51       | Jim Whalen       | Tight end        | Boston College         |
| 4    | 13     | 55       | Jim Harris       | Defensive tackle | Utah State             |
| 6    | 9      | 79       | Jim Grisham      | Back             | Oklahoma               |
| 8    | 2      | 100      | John Hankinson   | Quarterback      | Minnesota              |
| 8    | 9      | 107      | Jeff Jordon      | Back             | Tulsa                  |
| 9    | 8      | 120      | Frank McClendon  | Offensive tackle | Alabama                |
| 10   | 9      | 135      | Jerald Schweiger | Offensive tackle | Wisconsin-Superior     |
| 11   | 8      | 148      | John Thomas      | End              | USC                    |
| 12   | 9      | 163      | Mike Tilleman    | Defensive tackle | Montana                |
| 13   | 8      | 176      | Dave Osborn      | Running back     | North Dakota           |
| 14   | 9      | 191      | Max Leetzow      | Defensive end    | Idaho                  |
| 15   | 8      | 204      | Phillip Morgan   | End              | East Tennessee State   |
| 16   | 9      | 219      | Paul Labinski    | Offensive tackle | Saint John's (MN)      |
| 17   | 8      | 232      | Veran Smith      | Running back     | Utah State             |
| 18   | 9      | 247      | Rich Kotite      | Tight end        | Wagner                 |
| 19   | 8      | 260      | Ellis Johnson    | Running back     | Southeastern Louisiana |
| 20   | 9      | 275      | Cosmo Iacavazzi  | Running back     | Princeton              |

Draft NFL 1966
| Giro | Scelta | Generale | Giocatore      | Ruolo            | College              |
| ---- | ------ | -------- | -------------- | ---------------- | -------------------- |
| 1    | 7      | 7        | Jerry Shay     | Defensive tackle | Purdue               |
| 2    | 11     | 27       | Jim Lindsey    | Running back     | Arkansas             |
| 3    | 10     | 42       | Don Hansen     | Linebacker       | Illinois             |
| 4    | 9      | 57       | Ron Acks       | Linebacker       | Illinois             |
| 5    | 8      | 72       | Doug Davis     | Offensive tackle | Kentucky             |
| 5    | 12     | 76       | Bob Hall       | Defensive back   | Brown                |
| 6    | 3      | 83       | Wilbur Aylor   | Offensive tackle | Texas State          |
| 7    | 11     | 106      | Bob Meers      | End              | Massachusetts        |
| 9    | 9      | 134      | Ron Green      | Wide receiver    | North Dakota         |
| 11   | 7      | 162      | Stan Quintana  | Defensive back   | New Mexico           |
| 12   | 11     | 181      | Bob Petrella   | Defensive back   | Tennessee            |
| 13   | 10     | 195      | Larry Martin   | Defensive tackle | San Diego State      |
| 14   | 9      | 209      | Howard Twilley | Wide receiver    | Tulsa                |
| 15   | 8      | 223      | Hugh Wright    | Running back     | Adams State          |
| 16   | 7      | 237      | Jim Williams   | Defensive end    | Arkansas             |
| 17   | 11     | 256      | Monroe Bear    | Running back     | Virginia Union       |
| 18   | 10     | 270      | Dale Greco     | Defensive tackle | Illinois             |
| 19   | 9      | 284      | Jesse Stokes   | Defensive back   | Corpus Christi State |

Draft NFL 1967
| Giro | Scelta | Generale | Giocatore       | Ruolo            | College            |
| ---- | ------ | -------- | --------------- | ---------------- | ------------------ |
| 1    | 2      | 2        | Clinton Jones   | Running back     | Michigan State     |
| 1    | 8      | 8        | Gene Washington | Wide receiver    | Michigan State     |
| 1    | 15     | 15       | Alan Page       | Defensive tackle | Notre Dame         |
| 2    | 2      | 28       | Bob Grim        | Wide receiver    | Oregon State       |
| 3    | 8      | 61       | Earl Denny      | Wide receiver    | Missouri           |
| 4    | 7      | 87       | Alvin Coleman   | Defensive back   | Tennessee A&I      |
| 5    | 8      | 115      | Ken Last        | Wide receiver    | Minnesota          |
| 7    | 8      | 167      | Bobby Bryant    | Cornerback       | South Carolina     |
| 8    | 12     | 197      | John Beasley    | Tight end        | California         |
| 9    | 8      | 219      | Bill Morris     | Offensive guard  | Holy Cross         |
| 10   | 7      | 244      | Pete Tatman     | Running back     | Nebraska           |
| 11   | 8      | 271      | Bob Trygstad    | Defensive tackle | Washington State   |
| 12   | 6      | 296      | Fred Cremer     | Offensive guard  | Saint John's (MN)  |
| 13   | 8      | 323      | Charles Hardt   | Defensive back   | Tulsa              |
| 14   | 7      | 348      | Jimmy Hargrove  | Linebacker       | Howard Payne       |
| 15   | 8      | 375      | Jimmy Shea      | Defensive back   | Eastern New Mexico |
| 16   | 7      | 400      | Gene Beard      | Defensive back   | Virginia Union     |
| 17   | 8      | 427      | Todd Vandal     | Defensive back   | North Dakota State |

Draft NFL 1968
| Giro | Scelta | Generale | Giocatore       | Ruolo            | College             |
| ---- | ------ | -------- | --------------- | ---------------- | ------------------- |
| 1    | 1      | 1        | Ron Yary        | Offensive tackle | USC                 |
| 2    | 6      | 33       | Charlie West    | Safety           | UTEP                |
| 3    | 21     | 76       | Mike McGill     | Linebacker       | Notre Dame          |
| 4    | 6      | 89       | Mike Freeman    | Cornerback       | Fresno State        |
| 6    | 6      | 144      | Bob Goodridge   | Wide receiver    | Vanderbilt          |
| 7    | 2      | 167      | Oscar Reed      | Running back     | Colorado State      |
| 7    | 6      | 171      | Lenny Snow      | Running back     | Georgia Tech        |
| 8    | 6      | 198      | Hank Urbanowicz | Defensive tackle | Miami (FL)          |
| 9    | 6      | 225      | Mike Donohoe    | Tight end        | San Francisco       |
| 10   | 4      | 250      | Tom Sakal       | Defensive back   | Minnesota           |
| 11   | 6      | 279      | Bill Haas       | Wide receiver    | Nebraska-Omaha      |
| 12   | 8      | 308      | Howie Small     | Centro           | Rhode Island        |
| 13   | 6      | 333      | Rich Wherry     | Wide receiver    | Northern State (SD) |
| 14   | 6      | 360      | Don Evans       | Offensive tackle | Arkansas-Pine Bluff |
| 15   | 6      | 387      | Jim Haynie      | Quarterback      | West Chester (PA)   |
| 16   | 6      | 414      | Larry Kuharich  | Defensive back   | Boston College      |
| 17   | 6      | 441      | Bob Lee         | Quarterback      | Pacific             |
| 17   | 10     | 445      | Bill Hull       | Offensive guard  | Tennessee Tech      |

Draft NFL 1969
| Giro | Scelta | Generale | Giocatore       | Ruolo            | College               |
| ---- | ------ | -------- | --------------- | ---------------- | --------------------- |
| 2    | 13     | 39       | Ed White        | Offensive guard  | California            |
| 2    | 17     | 43       | Volly Murphy    | Wide receiver    | UTEP                  |
| 4    | 17     | 95       | Mike McCaffery  | Linebacker       | California            |
| 5    | 2      | 106      | Jim Barnes      | Offensive guard  | Arkansas              |
| 5    | 8      | 112      | Mike O'Shea     | Wide receiver    | Utah State            |
| 5    | 17     | 121      | Corny Davis     | Running back     | Kansas State          |
| 6    | 18     | 148      | Marion Bates    | Defensive back   | Texas Southern        |
| 8    | 17     | 199      | Harris Wood     | Wide receiver    | Washington            |
| 9    | 17     | 225      | Tom Fink        | Offensive guard  | Minnesota             |
| 10   | 19     | 253      | Tom McCauley    | Defensive back   | Wisconsin             |
| 11   | 17     | 277      | Brian Dowling   | Quarterback      | Yale                  |
| 12   | 17     | 303      | Noel Jenke      | Linebacker       | Minnesota             |
| 13   | 12     | 329      | Jim Moylan      | Defensive tackle | Texas Tech            |
| 14   | 17     | 355      | Tommy Head      | Centro           | Southwest Texas State |
| 15   | 17     | 381      | Eugene Mosley   | Tight end        | Jackson State         |
| 17   | 17     | 433      | Wendell Housely | Running back     | Texas A&M             |

## Anni 1970

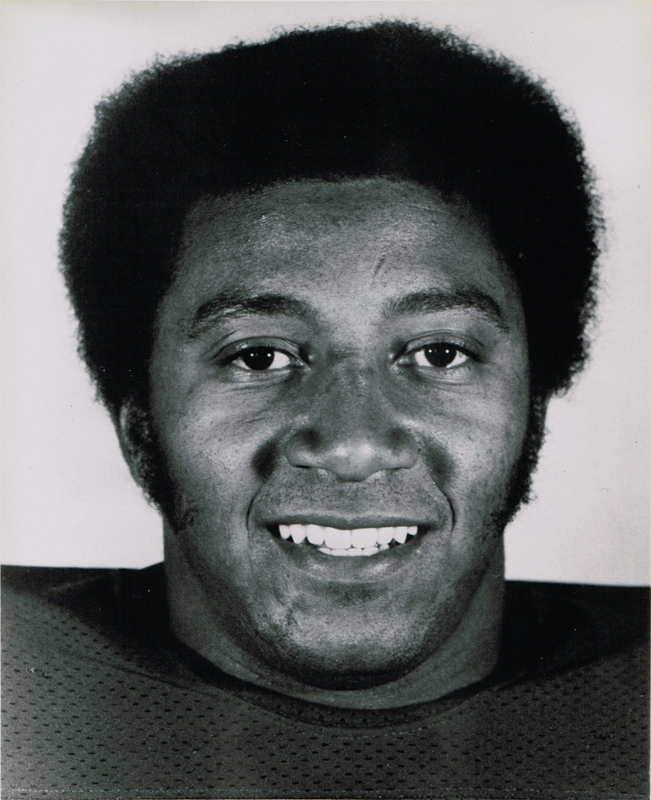
C. Foreman, 12ª scelta assoluta al Draft NFL 1973

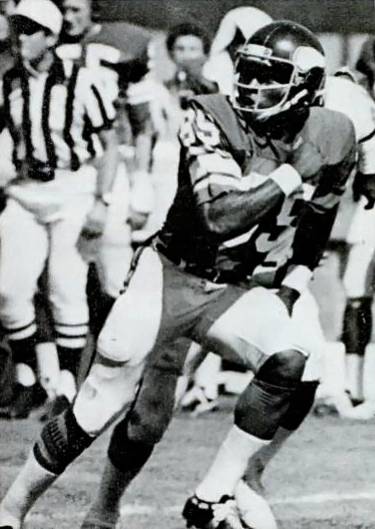
S. White, 54ª scelta assoluta al Draft NFL 1976

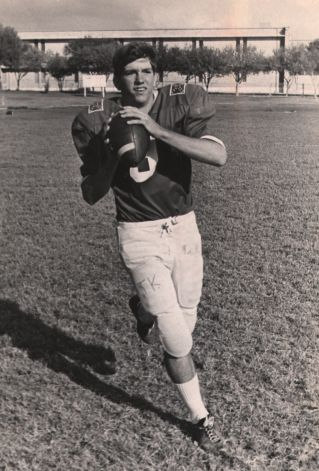
T. Kramer, 27ª scelta assoluta al Draft NFL 1977

Draft NFL 1970
| Giro | Scelta | Generale | Giocatore           | Ruolo            | College           |
| ---- | ------ | -------- | ------------------- | ---------------- | ----------------- |
| 1    | 25     | 25       | John Ward           | Offensive tackle | Oklahoma State    |
| 2    | 25     | 51       | Bill Cappleman      | Quarterback      | Florida State     |
| 3    | 25     | 77       | Chuck Burgoon       | Linebacker       | North Park        |
| 5    | 25     | 129      | Greg Jones          | Running back     | UCLA              |
| 7    | 25     | 181      | Hap Farber          | Linebacker       | Mississippi       |
| 8    | 25     | 207      | Mike Carroll        | Offensive guard  | Missouri          |
| 9    | 25     | 233      | George Morrow       | Defensive end    | Mississippi       |
| 10   | 25     | 259      | Stu Voigt           | Tight end        | Wisconsin         |
| 11   | 25     | 285      | Godfrey Zaunbrecher | Center           | Louisiana State   |
| 12   | 25     | 311      | James Holland       | Defensive back   | Jackson State     |
| 13   | 25     | 337      | Robert Pearce       | Defensive back   | Stephen F. Austin |
| 14   | 25     | 363      | Tommy Spinks        | Wide receiver    | Louisiana Tech    |
| 15   | 25     | 389      | Bennie Francis      | Defensive end    | Chadron State     |
| 16   | 25     | 415      | Bruce Cerone        | Wide receiver    | Emporia State     |
| 17   | 25     | 441      | Brian Healy         | Defensive back   | Michigan          |

Draft NFL 1971
| Giro | Scelta | Generale | Giocatore      | Ruolo           | College          |
| ---- | ------ | -------- | -------------- | --------------- | ---------------- |
| 1    | 24     | 24       | Leo Hayden     | Running back    | Ohio State       |
| 3    | 24     | 76       | Eddie Hackett  | Wide receiver   | Alcorn State     |
| 4    | 24     | 102      | Vince Clements | Running back    | Connecticut      |
| 7    | 24     | 180      | Gene Mack      | Linebacker      | UTEP             |
| 8    | 26     | 208      | John Farley    | Defensive end   | Johnson C. Smith |
| 9    | 24     | 232      | Tim Sullivan   | Running back    | Iowa             |
| 10   | 24     | 258      | Chris Morris   | Offensive guard | Indiana          |
| 11   | 24     | 284      | Mike Walker    | Linebacker      | Tulane           |
| 12   | 24     | 310      | Reggie Holmes  | Defensive back  | Wisconsin-Stout  |
| 13   | 24     | 336      | Benny Fry      | Centro          | Houston          |
| 14   | 24     | 362      | Jim Gallagher  | Linebacker      | Yale             |
| 15   | 24     | 388      | Jeff Wright    | Safety          | Minnesota        |
| 16   | 23     | 413      | Greg Edmonds   | Wide receiver   | Penn State       |
| 17   | 23     | 439      | Ken Duncan     | Punter          | Tulsa            |

Draft NFL 1972
| Giro | Scelta | Generale | Giocatore        | Ruolo            | College              |
| ---- | ------ | -------- | ---------------- | ---------------- | -------------------- |
| 1    | 10     | 10       | Jeff Siemon      | Linebacker       | Stanford             |
| 2    | 24     | 50       | Ed Marinaro      | Running back     | Cornell              |
| 3    | 7      | 59       | Bart Buetow      | Offensive tackle | Minnesota            |
| 6    | 24     | 154      | Amos Martin      | Linebacker       | Louisville           |
| 7    | 25     | 181      | Bill Slater      | Defensive end    | Western Michigan     |
| 8    | 24     | 206      | Calvin Demery    | Wide receiver    | Arizona State        |
| 9    | 24     | 232      | Charlie Goodrum  | Offensive guard  | Florida A&M          |
| 10   | 24     | 258      | Willie Aldridge  | Running back     | South Carolina State |
| 11   | 24     | 284      | Willie McKelton  | Defensive back   | Southern             |
| 12   | 24     | 310      | Bob Banaugh      | Defensive back   | Montana State        |
| 13   | 24     | 336      | Franklin Roberts | Running back     | Alcorn State         |
| 14   | 23     | 361      | Marv Owens       | Running back     | San Diego State      |
| 15   | 24     | 388      | Mike Sivert      | Offensive guard  | East Tennessee State |
| 16   | 24     | 414      | Neil Graff       | Quarterback      | Wisconsin            |
| 17   | 24     | 440      | Dick Schmalz     | Wide receiver    | Auburn               |

Draft NFL 1973
| Giro | Scelta | Generale | Giocatore        | Ruolo            | College               |
| ---- | ------ | -------- | ---------------- | ---------------- | --------------------- |
| 1    | 12     | 12       | Chuck Foreman    | Running back     | Miami (FL)            |
| 2    | 8      | 34       | Jackie Wallace   | Cornerback       | Arizona               |
| 3    | 13     | 65       | Jim Lash         | Wide receiver    | Northwestern          |
| 4    | 2      | 80       | Mike Wells       | Quarterback      | Illinois              |
| 5    | 14     | 118      | Brent McClanahan | Running back     | Arizona State         |
| 6    | 9      | 139      | Doug Kingsriter  | Tight end        | Minnesota             |
| 6    | 13     | 143      | Fred Abbott      | Linebacker       | Florida               |
| 7    | 12     | 168      | Josh Brown       | Running back     | Southwest Texas State |
| 8    | 14     | 196      | Craig Darling    | Offensive tackle | Iowa                  |
| 9    | 13     | 221      | Larry Dibbles    | Defensive end    | New Mexico            |
| 10   | 2      | 236      | Randy Lee        | Defensive back   | Tulane                |
| 10   | 12     | 246      | Dave Mason       | Safety           | Nebraska              |
| 11   | 14     | 274      | Geary Murdock    | Offensive guard  | Iowa State            |
| 12   | 13     | 299      | Alan Spencer     | Wide receiver    | Pittsburg State       |
| 13   | 12     | 324      | Ron Just         | Offensive guard  | Minot State           |
| 14   | 14     | 352      | Eddie Bishop     | Defensive back   | Southern              |
| 15   | 13     | 377      | Tony Chandler    | Running back     | Missouri Valley       |
| 16   | 12     | 402      | Larry Smiley     | Defensive end    | Texas Southern        |
| 17   | 13     | 429      | Dave Winfield    | Tight end        | Minnesota             |

Draft NFL 1974
| Giro | Scelta | Generale | Giocatore     | Ruolo            | College                  |
| ---- | ------ | -------- | ------------- | ---------------- | ------------------------ |
| 1    | 17     | 17       | Fred McNeill  | Linebacker       | UCLA                     |
| 1    | 25     | 25       | Steve Riley   | Offensive tackle | USC                      |
| 2    | 3      | 29       | John Holland  | Wide receiver    | Tennessee State          |
| 2    | 25     | 51       | Matt Blair    | Linebacker       | Iowa State               |
| 3    | 12     | 64       | Steve Craig   | Tight end        | Northwestern             |
| 4    | 8      | 86       | Mike Townsend | Defensive back   | Notre Dame               |
| 5    | 16     | 120      | Jim Ferguson  | Defensive back   | Stanford                 |
| 6    | 25     | 155      | Mark Kellar   | Running back     | Northern Illinois        |
| 7    | 25     | 181      | Fred Tabron   | Running back     | Southwest Missouri State |
| 8    | 25     | 207      | Berl Simmons  | Kicker           | TCU                      |
| 9    | 24     | 232      | Sam McCullum  | Wide receiver    | Montana State            |
| 10   | 25     | 259      | Barry Reed    | Running back     | Peru State               |
| 11   | 25     | 285      | David Boone   | Defensive end    | Eastern Michigan         |
| 12   | 25     | 311      | Randy Poltl   | Safety           | Stanford                 |
| 13   | 25     | 337      | Gary Keller   | Defensive tackle | Utah                     |
| 14   | 25     | 363      | Alan Dixon    | Running back     | Harding                  |
| 15   | 25     | 389      | Kurt Wachtler | Defensive tackle | Saint John's (MN)        |
| 16   | 25     | 415      | John Gobel    | Running back     | St. Thomas (MN)          |
| 17   | 25     | 441      | Earl Garrett  | Defensive back   | Massachusetts-Boston     |

Draft NFL 1975
| Giro | Scelta | Generale | Giocatore         | Ruolo            | College          |
| ---- | ------ | -------- | ----------------- | ---------------- | ---------------- |
| 1    | 25     | 25       | Mark Mullaney     | Defensive end    | Colorado State   |
| 2    | 26     | 52       | Art Riley         | Defensive tackle | USC              |
| 4    | 11     | 89       | Champ Henson      | Fullback         | Ohio State       |
| 4    | 25     | 103      | Bruce Adams       | Wide receiver    | Kansas           |
| 5    | 25     | 129      | Robert Miller     | Running back     | Kansas           |
| 6    | 25     | 155      | Bubba Broussard   | Linebacker       | Houston          |
| 7    | 25     | 181      | Henry Green       | Running back     | Southern         |
| 8    | 25     | 207      | Joe Hollimon      | Defensive back   | Arkansas State   |
| 9    | 25     | 233      | John Passananti   | Offensive guard  | Western Illinois |
| 10   | 24     | 258      | Neil Clabo        | Punter           | Tennessee        |
| 11   | 25     | 285      | Ike Spencer       | Running back     | Utah             |
| 12   | 25     | 311      | Autry Beamon      | Cornerback       | East Texas State |
| 13   | 24     | 336      | Mike Hurd         | Wide receiver    | Michigan State   |
| 14   | 25     | 363      | Mike Strickland   | Running back     | Eastern Michigan |
| 15   | 24     | 388      | Ollie Bakken      | Linebacker       | Minnesota        |
| 16   | 24     | 414      | Tom Goedjen       | Kicker           | Iowa State       |
| 17   | 25     | 441      | Adolph Bellizeare | Running back     | Pennsylvania     |

Draft NFL 1976
| Giro | Scelta | Generale | Giocatore      | Ruolo            | College             |
| ---- | ------ | -------- | -------------- | ---------------- | ------------------- |
| 1    | 25     | 25       | James White    | Defensive tackle | Oklahoma State      |
| 2    | 26     | 54       | Sammy White    | Wide receiver    | Grambling State     |
| 3    | 25     | 85       | Wes Hamilton   | Offensive guard  | Tulsa               |
| 4    | 26     | 118      | Leonard Willis | Wide receiver    | Ohio State          |
| 5    | 9      | 133      | Steve Wagner   | Defensive back   | Wisconsin           |
| 5    | 25     | 149      | Keith Barnette | Running back     | Boston College      |
| 6    | 24     | 180      | Terry Egerdahl | Defensive back   | Minnesota–Duluth    |
| 7    | 24     | 206      | Larry Brune    | Safety           | Rice                |
| 9    | 25     | 262      | Isaac Hagins   | Wide receiver    | Southern            |
| 10   | 24     | 289      | Bill Salmon    | Quarterback      | Northern Iowa       |
| 11   | 25     | 316      | Steve Kracher  | Running back     | Montana State       |
| 12   | 26     | 345      | Robert Sparks  | Defensive back   | San Francisco State |
| 13   | 25     | 372      | Gary Paulson   | Defensive end    | Colorado State      |
| 14   | 26     | 401      | Jeff Stapleton | Offensive tackle | Purdue              |
| 15   | 25     | 428      | Ron Groce      | Running back     | Macalester          |
| 16   | 26     | 457      | Randy Hickel   | Defensive back   | Montana State       |
| 17   | 25     | 484      | Dick Lukowski  | Defensive tackle | West Virginia       |

Draft NFL 1977
| Giro | Scelta | Generale | Giocatore      | Ruolo          | College             |
| ---- | ------ | -------- | -------------- | -------------- | ------------------- |
| 1    | 27     | 27       | Tommy Kramer   | Quarterback    | Rice                |
| 2    | 27     | 55       | Dennis Swilley | Centro         | Texas A&M           |
| 3    | 27     | 83       | Tom Hannon     | Safety         | Michigan State      |
| 5    | 26     | 138      | Ken Moore      | Tight end      | Northern Illinois   |
| 8    | 27     | 222      | Clint Strozier | Defensive back | Southern California |
| 9    | 27     | 250      | Scott Studwell | Linebacker     | Illinois            |
| 10   | 27     | 278      | Dan Beaver     | Kicker         | Illinois            |
| 11   | 27     | 306      | Keith Hartwig  | Wide receiver  | Arizona             |
| 12   | 27     | 335      | Jim Kelleher   | Running back   | Colorado            |

Draft NFL 1978
| Giro | Scelta | Generale | Giocatore      | Ruolo            | College                  |
| ---- | ------ | -------- | -------------- | ---------------- | ------------------------ |
| 1    | 21     | 21       | Randy Holloway | Defensive end    | Pittsburgh               |
| 2    | 20     | 48       | John Turner    | Cornerback       | Miami (FL)               |
| 3    | 19     | 75       | Whip Walton    | Linebacker       | San Diego State          |
| 4    | 16     | 100      | Jim Hough      | Centro           | Utah State               |
| 8    | 10     | 204      | Mike Wood      | Kicker           | Southeast Missouri State |
| 9    | 18     | 240      | Mike Deutsch   | Punter           | Colorado State           |
| 10   | 22     | 272      | Hughie Shaw    | Running back     | Texas A&I                |
| 11   | 21     | 299      | Ron Harris     | Running back     | Colorado State           |
| 12   | 20     | 326      | Jeff Morrow    | Offensive tackle | Minnesota                |

Draft NFL 1979
| Giro | Scelta | Generale | Giocatore      | Ruolo            | College              |
| ---- | ------ | -------- | -------------- | ---------------- | -------------------- |
| 1    | 16     | 16       | Ted Brown      | Running back     | North Carolina State |
| 2    | 15     | 43       | Dave Huffman   | Centro           | Notre Dame           |
| 4    | 15     | 97       | Steve Dils     | Quarterback      | Stanford             |
| 5    | 19     | 129      | Jerry Meter    | Linebacker       | Michigan             |
| 6    | 15     | 152      | Joe Senser     | Tight end        | West Chester (PA)    |
| 7    | 16     | 181      | Bob Winkel     | Defensive tackle | Kentucky             |
| 9    | 16     | 236      | Billy Diggs    | Wide receiver    | Winston-Salem State  |
| 11   | 16     | 291      | Brian Nelson   | Wide receiver    | Texas Tech           |
| 12   | 14     | 317      | David Stephens | Linebacker       | Kentucky             |

## Anni 1980

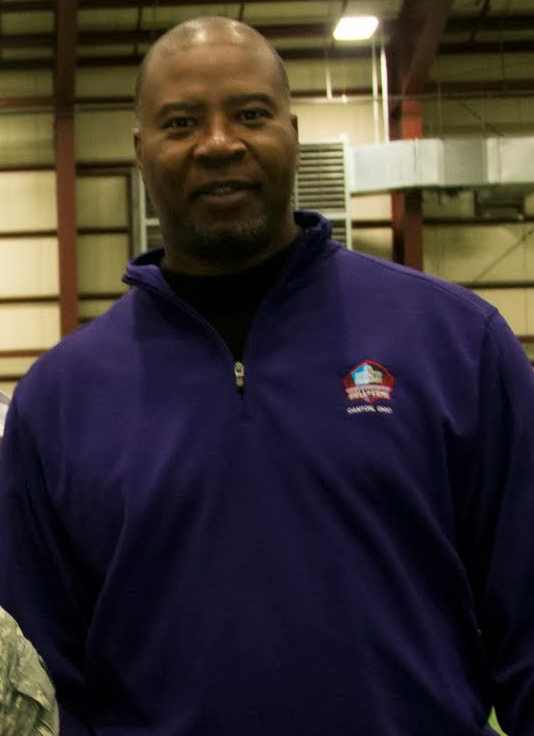
C. Doleman, 4ª scelta assoluta al Draft NFL 1985

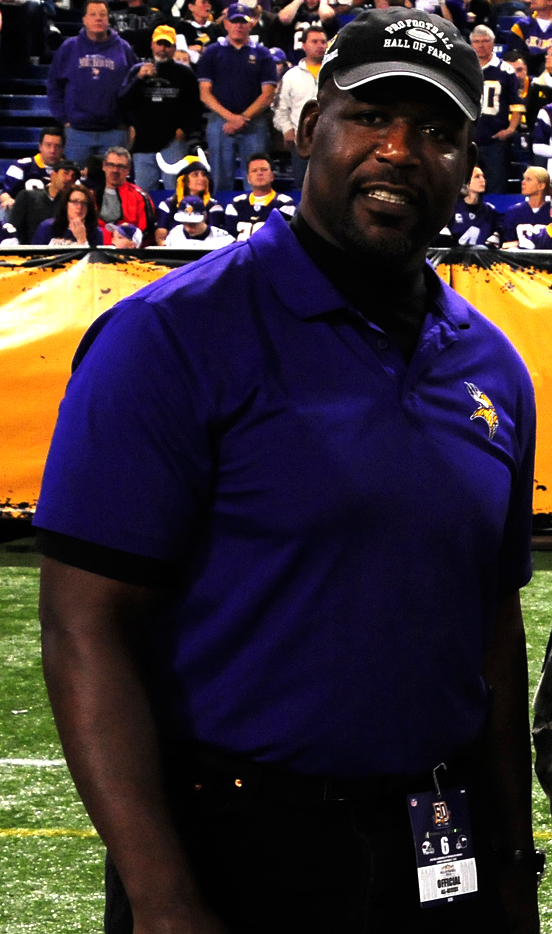
R. McDaniel, 27ª scelta assoluta al Draft NFL 1988

Draft NFL 1980
| Giro | Scelta | Generale | Giocatore      | Ruolo           | College          |
| ---- | ------ | -------- | -------------- | --------------- | ---------------- |
| 1    | 9      | 9        | Doug Martin    | Defensive end   | Washington       |
| 2    | 2      | 30       | Willie Teal    | Cornerback      | Louisiana State  |
| 3    | 12     | 68       | Brent Boyd     | Offensive guard | UCLA             |
| 4    | 9      | 92       | Dennis Johnson | Linebacker      | USC              |
| 5    | 11     | 121      | Doug Paschal   | Running back    | North Carolina   |
| 5    | 12     | 122      | Paul Jones     | Running back    | California       |
| 6    | 10     | 148      | Ray Yakavonis  | Defensive end   | East Stroudsburg |
| 7    | 9      | 174      | Henry Johnson  | Linebacker      | Georgia Tech     |
| 9    | 11     | 232      | Dennis Mosley  | Running back    | Iowa             |
| 11   | 11     | 288      | Sam Harrell    | Running back    | East Carolina    |
| 12   | 10     | 315      | Thomas Lane    | Defensive back  | Florida A&M      |

Draft NFL 1981
| Giro | Scelta | Generale | Giocatore      | Ruolo            | College           |
| ---- | ------ | -------- | -------------- | ---------------- | ----------------- |
| 2    | 11     | 39       | Mardye McDole  | Wide receiver    | Mississippi State |
| 2    | 17     | 45       | Robin Sendlein | Linebacker       | Texas             |
| 2    | 24     | 52       | Jarvis Redwine | Running back     | Nebraska          |
| 3    | 18     | 74       | Tim Irwin      | Offensive tackle | Tennessee         |
| 4    | 18     | 101      | John Swain     | Cornerback       | Miami (FL)        |
| 5    | 12     | 123      | Wendell Ray    | Defensive end    | Missouri          |
| 7    | 18     | 184      | Don Shaver     | Running back     | Kutztown          |
| 8    | 17     | 210      | Wade Wilson    | Quarterback      | East Texas State  |
| 10   | 18     | 266      | James Murphy   | Wide receiver    | Utah State        |
| 11   | 17     | 293      | Bill Stephanos | Offensive tackle | Boston College    |
| 12   | 16     | 320      | Brian Williams | Tight end        | Southern          |

Draft NFL 1982
| Giro | Scelta | Generale | Giocatore     | Ruolo           | College               |
| ---- | ------ | -------- | ------------- | --------------- | --------------------- |
| 1    | 7      | 7        | Darrin Nelson | Running back    | Stanford              |
| 2    | 12     | 39       | Terry Tausch  | Offensive guard | Texas                 |
| 4    | 9      | 92       | Jim Fahnhorst | Linebacker      | Minnesota             |
| 6    | 8      | 147      | Greg Storr    | Linebacker      | Boston College        |
| 7    | 12     | 179      | Steve Jordan  | Tight end       | Brown                 |
| 8    | 11     | 206      | Kirk Harmon   | Linebacker      | Pacific               |
| 9    | 10     | 233      | Bryan Howard  | Safety          | Tennessee State       |
| 10   | 9      | 260      | Gerald Lucear | Wide receiver   | Temple                |
| 11   | 7      | 286      | Curtis Rouse  | Offensive guard | Tennessee-Chattanooga |
| 12   | 12     | 318      | Hobson Milner | Running back    | Cincinnati            |

Draft NFL 1983
| Giro | Scelta | Generale | Giocatore         | Ruolo           | College         |
| ---- | ------ | -------- | ----------------- | --------------- | --------------- |
| 1    | 19     | 19       | Joey Browner      | Safety          | USC             |
| 3    | 17     | 73       | Walker Lee Ashley | Linebacker      | Penn State      |
| 4    | 16     | 100      | Mark Rush         | Running back    | Miami (FL)      |
| 5    | 15     | 127      | Mark Stewart      | Linebacker      | Washington      |
| 6    | 19     | 159      | Mike Jones        | Wide receiver   | Tennessee State |
| 7    | 18     | 186      | Carl Lee          | Cornerback      | Marshall        |
| 8    | 17     | 213      | Norris Brown      | Tight end       | Georgia         |
| 9    | 15     | 239      | Rod Achter        | Wide receiver   | Toledo          |
| 10   | 4      | 255      | Melvin Brown      | Defensive back  | Mississippi     |
| 10   | 15     | 266      | Walter Tate       | Center          | Tennessee State |
| 11   | 19     | 298      | Brian Butcher     | Offensive guard | Clemson         |
| 12   | 18     | 325      | Maurice Turner    | Running back    | Utah State      |

Draft NFL 1984
| Giro | Scelta | Generale | Giocatore       | Ruolo            | College            |
| ---- | ------ | -------- | --------------- | ---------------- | ------------------ |
| 1    | 13     | 13       | Keith Millard   | Defensive tackle | Washington State   |
| 3    | 11     | 67       | Alfred Anderson | Running back     | Baylor             |
| 5    | 28     | 140      | Allen Rice      | Running back     | Baylor             |
| 6    | 14     | 154      | Dwight Collins  | Wide receiver    | Pittsburgh         |
| 7    | 12     | 180      | John Haines     | Defensive tackle | Texas              |
| 7    | 28     | 196      | Lloyd Lewis     | Offensive guard  | Texas A&I          |
| 8    | 12     | 208      | Paul Sverchek   | Defensive tackle | Cal Poly           |
| 9    | 11     | 235      | Keith Kidd      | Wide receiver    | Arkansas           |
| 10   | 16     | 268      | James Spencer   | Linebacker       | Oklahoma State     |
| 11   | 15     | 295      | Edgar Pickett   | Linebacker       | Clemson            |
| 12   | 14     | 322      | Mike Jones      | Running back     | North Carolina A&T |

Draft NFL 1985
| Giro | Scelta | Generale | Giocatore       | Ruolo            | College            |
| ---- | ------ | -------- | --------------- | ---------------- | ------------------ |
| 1    | 4      | 4        | Chris Doleman   | Defensive end    | Pittsburgh         |
| 2    | 2      | 30       | Issiac Holt     | Cornerback       | Alcorn State       |
| 3    | 3      | 59       | Kirk Lowdermilk | Centro           | Ohio State         |
| 3    | 4      | 60       | Tim Meamber     | Linebacker       | Washington         |
| 3    | 10     | 66       | Tim Long        | Offensive tackle | Memphis State      |
| 4    | 1      | 85       | Buster Rhymes   | Wide receiver    | Oklahoma           |
| 4    | 22     | 106      | Kyle Morrell    | Safety           | BYU                |
| 5    | 3      | 115      | Mark MacDonald  | Offensive guard  | Boston College     |
| 6    | 2      | 142      | Steve Bono      | Quarterback      | UCLA               |
| 6    | 24     | 164      | Tim Newton      | Defensive tackle | Florida            |
| 8    | 2      | 198      | Nikita Blair    | Linebacker       | UTEP               |
| 9    | 3      | 227      | Jamie Covington | Running back     | Syracuse           |
| 10   | 2      | 254      | Juan Johnson    | Wide receiver    | Langston           |
| 11   | 3      | 283      | Tim Williams    | Defensive back   | North Carolina A&T |
| 12   | 2      | 310      | Byron Jones     | Defensive tackle | Tulsa              |

Draft NFL 1986
| Giro | Scelta | Generale | Giocatore       | Ruolo            | College           |
| ---- | ------ | -------- | --------------- | ---------------- | ----------------- |
| 1    | 14     | 14       | Gerald Robinson | Defensive end    | Auburn            |
| 4    | 11     | 93       | Joe Phillips    | Defensive tackle | SMU               |
| 5    | 10     | 120      | Hassan Jones    | Wide receiver    | Florida State     |
| 6    | 9      | 147      | Thomas Rooks    | Running back     | Illinois          |
| 7    | 13     | 179      | Carl Hilton     | Tight end        | Houston           |
| 8    | 12     | 206      | Gary Schippang  | Offensive tackle | West Chester (PA) |
| 9    | 11     | 232      | Mike Slaton     | Defensive back   | South Dakota      |
| 10   | 10     | 259      | Joe Cormier     | Wide receiver    | USC               |
| 11   | 9      | 286      | John Armstrong  | Wide receiver    | Richmond          |
| 12   | 13     | 318      | Jesse Solomon   | Linebacker       | Florida State     |

Draft NFL 1987
| Giro | Scelta | Generale | Giocatore       | Ruolo            | College       |
| ---- | ------ | -------- | --------------- | ---------------- | ------------- |
| 1    | 14     | 14       | D. J. Dozier    | Running back     | Penn State    |
| 2    | 16     | 44       | Ray Berry       | Linebacker       | Baylor        |
| 3    | 16     | 72       | Henry Thomas    | Defensive tackle | LSU           |
| 4    | 16     | 100      | Najee Mustafaa  | Safety           | Georgia Tech  |
| 6    | 16     | 156      | Greg Richardson | Wide receiver    | Alabama       |
| 8    | 16     | 211      | Rick Fenney     | Running back     | Washington    |
| 9    | 16     | 239      | Leonard Jones   | Defensive back   | Texas Tech    |
| 10   | 16     | 267      | Bob Riley       | Offensive tackle | Indiana State |
| 11   | 16     | 295      | Brent Pease     | Quarterback      | Montana       |
| 12   | 16     | 323      | Keith Williams  | Defensive tackle | Florida       |

Draft NFL 1988
| Giro | Scelta | Generale | Giocatore          | Ruolo           | College        |
| ---- | ------ | -------- | ------------------ | --------------- | -------------- |
| 1    | 19     | 19       | Randall McDaniel   | Offensive guard | Arizona State  |
| 2    | 27     | 54       | Brad Edwards       | Safety          | South Carolina |
| 3    | 16     | 71       | Al Noga            | Defensive end   | Hawaii         |
| 4    | 26     | 108      | Todd Kalis         | Offensive guard | Arizona State  |
| 5    | 15     | 124      | Darrell Fullington | Safety          | Miami (FL)     |
| 6    | 27     | 164      | Derrick White      | Defensive back  | Oklahoma       |
| 7    | 18     | 183      | Brad Beckman       | Tight end       | Nebraska-Omaha |
| 8    | 17     | 210      | Joe Cain           | Linebacker      | Oregon Tech    |
| 9    | 16     | 237      | Paul McGowan       | Linebacker      | Florida State  |
| 10   | 15     | 264      | Brian Habib        | Offensive guard | Washington     |
| 11   | 19     | 296      | Norman Floyd       | Defensive back  | South Carolina |

Draft NFL 1989
| Giro | Scelta | Generale | Giocatore     | Ruolo            | College             |
| ---- | ------ | -------- | ------------- | ---------------- | ------------------- |
| 2    | 24     | 52       | David Braxton | Linebacker       | Wake Forest         |
| 3    | 24     | 80       | John Hunter   | Offensive tackle | BYU                 |
| 4    | 24     | 108      | Darryl Ingram | Tight end        | California          |
| 6    | 24     | 163      | Jeff Mickel   | Offensive tackle | Eastern Washington  |
| 7    | 24     | 191      | Benji Roland  | Defensive tackle | Auburn              |
| 8    | 24     | 219      | Alex Stewart  | Defensive end    | Cal State Fullerton |
| 11   | 24     | 303      | Brad Baxter   | Running back     | Alabama State       |
| 12   | 24     | 331      | Shawn Woodson | Linebacker       | James Madison       |
| 12   | 28     | 335      | Everett Ross  | Wide receiver    | Ohio State          |

## Anni 1990

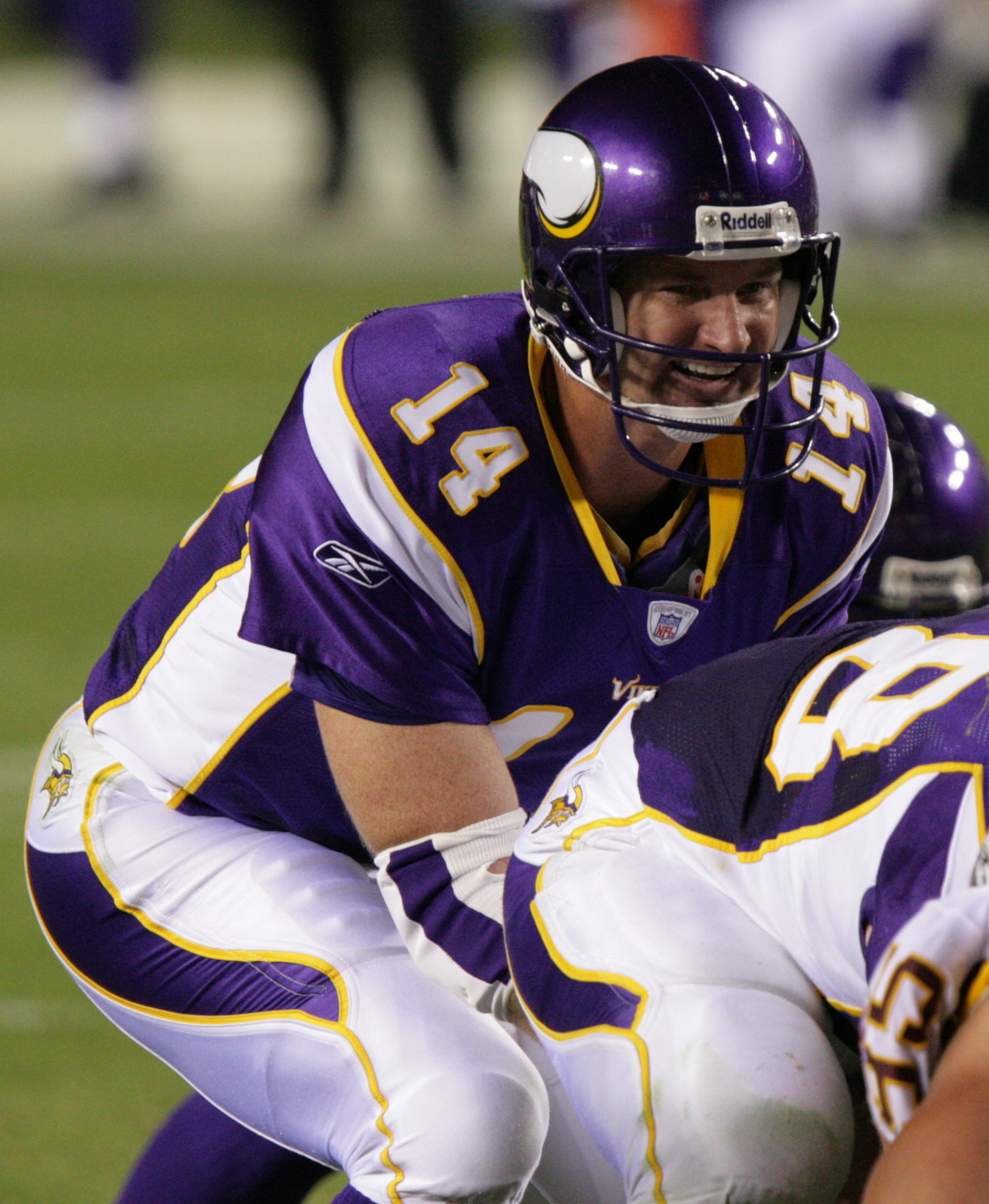
B. Johnson, 227ª scelta assoluta al Draft NFL 1992

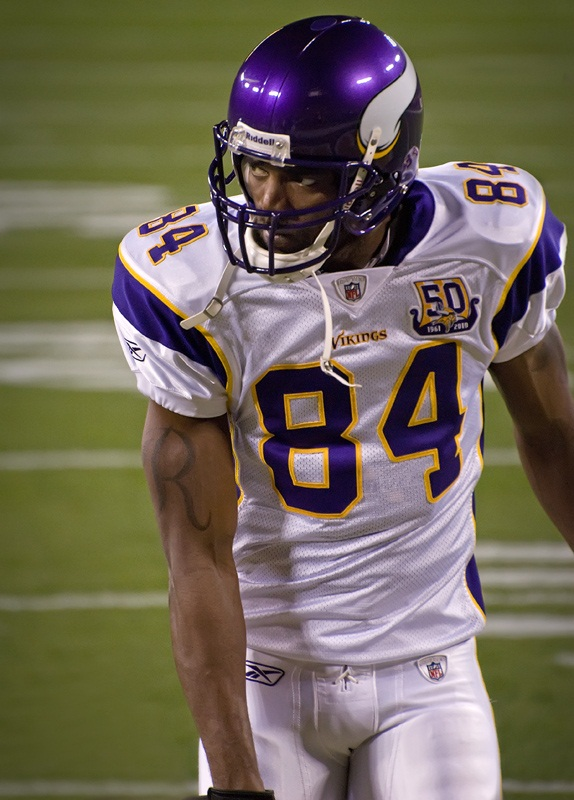
R. Moss, 21ª scelta assoluta al Draft NFL 1998

Draft NFL 1990
| Giro | Scelta | Generale | Giocatore         | Ruolo          | College       |
| ---- | ------ | -------- | ----------------- | -------------- | ------------- |
| 3    | 1      | 54       | Mike Jones        | Tight end      | Texas A&M     |
| 3    | 21     | 74       | Marion Hobby      | Defensive end  | Tennessee     |
| 4    | 23     | 104      | Alonzo Hampton    | Cornerback     | Pittsburgh    |
| 5    | 7      | 116      | Reggie Thornton   | Wide receiver  | Bowling Green |
| 5    | 22     | 131      | Cedric Smith      | Running back   | Florida       |
| 7    | 23     | 188      | John Levelis      | Linebacker     | C.W. Post     |
| 8    | 21     | 214      | Craig Schlichting | Defensive end  | Wyoming       |
| 9    | 21     | 241      | Terry Allen       | Running back   | Clemson       |
| 10   | 1      | 249      | Pat Newman        | Wide receiver  | Utah State    |
| 10   | 23     | 271      | Donald Smith      | Defensive back | Liberty       |
| 12   | 20     | 324      | Ron Goetz         | Linebacker     | Minnesota     |

Draft NFL 1991
| Giro | Scelta | Generale | Giocatore      | Ruolo            | College                |
| ---- | ------ | -------- | -------------- | ---------------- | ---------------------- |
| 3    | 10     | 65       | Carlos Jenkins | Linebacker       | Michigan State         |
| 3    | 13     | 68       | Jake Reed      | Wide receiver    | Grambling              |
| 4    | 9      | 92       | Randy Baldwin  | Running back     | Mississippi            |
| 5    | 8      | 119      | Chris Thorne   | Centro           | Minnesota              |
| 6    | 24     | 163      | Todd Scott     | Safety           | Southwestern Louisiana |
| 7    | 12     | 179      | Scotty Reagan  | Defensive tackle | Humboldt State         |
| 7    | 13     | 180      | Tripp Welborne | Safety           | Michigan               |
| 8    | 11     | 206      | Reggie Johnson | Defensive end    | Arizona                |
| 9    | 9      | 232      | Gerald Hudson  | Running back     | Oklahoma State         |
| 10   | 9      | 259      | Brady Pierce   | Offensive tackle | Wisconsin              |
| 11   | 8      | 286      | Ivan Caesar    | Linebacker       | Boston College         |
| 12   | 7      | 313      | Darren Hughes  | Wide receiver    | Carson–Newman          |

Draft NFL 1992
| Giro | Scelta | Generale | Giocatore      | Ruolo            | College               |
| ---- | ------ | -------- | -------------- | ---------------- | --------------------- |
| 2    | 11     | 39       | Robert Harris  | Defensive end    | Southern              |
| 4    | 14     | 98       | Roy Barker     | Defensive end    | North Carolina        |
| 5    | 13     | 125      | Ed McDaniel    | Linebacker       | Università di Clemson |
| 6    | 12     | 152      | Mike Gaddis    | Running back     | Oklahoma              |
| 7    | 15     | 183      | David Wilson   | Safety           | California            |
| 8    | 14     | 210      | Luke Fisher    | Tight end        | East Carolina         |
| 9    | 3      | 227      | Brad Johnson   | Quarterback      | Florida State         |
| 9    | 13     | 237      | Ronnie West    | Wide receiver    | Pittsburg State       |
| 10   | 12     | 264      | Brad Culpepper | Defensive tackle | Florida               |
| 11   | 15     | 295      | Chuck Evans    | Fullback         | Clark Atlanta         |
| 12   | 14     | 322      | Joe Randolph   | Wide receiver    | Elon                  |

Draft NFL 1993
| Giro | Scelta | Generale | Giocatore       | Ruolo            | College     |
| ---- | ------ | -------- | --------------- | ---------------- | ----------- |
| 1    | 21     | 21       | Robert Smith    | Running back     | Ohio State  |
| 2    | 23     | 52       | Qadry Ismail    | Wide receiver    | Syracuse    |
| 3    | 1      | 57       | John Gerak      | Offensive guard  | Penn State  |
| 3    | 23     | 79       | Gilbert Brown   | Defensive tackle | Kansas      |
| 4    | 22     | 106      | Ashley Sheppard | Linebacker       | Clemson     |
| 5    | 21     | 133      | Everett Lindsay | Offensive guard  | Mississippi |
| 7    | 24     | 192      | Gino Torretta   | Quarterback      | Miami (FL)  |

Draft NFL 1994
| Giro | Scelta | Generale | Giocatore          | Ruolo            | College              |
| ---- | ------ | -------- | ------------------ | ---------------- | -------------------- |
| 1    | 18     | 18       | Dewayne Washington | Cornerback       | North Carolina State |
| 1    | 19     | 19       | Todd Steussie      | Offensive tackle | California           |
| 2    | 11     | 40       | David Palmer       | Wide receiver    | Alabama              |
| 2    | 26     | 55       | Fernando Smith     | Defensive end    | Jackson State        |
| 4    | 22     | 125      | Mike Wells         | Defensive tackle | Iowa                 |
| 5    | 3      | 134      | Shelly Hammonds    | Defensive back   | Penn State           |
| 6    | 18     | 179      | Andrew Jordan      | Tight end        | Western Carolina     |
| 7    | 17     | 211      | Pete Bercich       | Linebacker       | Notre Dame           |

Draft NFL 1995
| Giro | Scelta | Generale | Giocatore         | Ruolo            | College                |
| ---- | ------ | -------- | ----------------- | ---------------- | ---------------------- |
| 1    | 11     | 11       | Derrick Alexander | Defensive end    | Florida State          |
| 1    | 24     | 24       | Korey Stringer    | Offensive tackle | Ohio State             |
| 2    | 10     | 42       | Orlando Thomas    | Safety           | Southwestern Louisiana |
| 2    | 23     | 55       | Corey Fuller      | Safety           | Florida State          |
| 4    | 13     | 111      | Chad May          | Quarterback      | Kansas State           |
| 5    | 23     | 157      | James Stewart     | Running back     | Miami (FL)             |
| 6    | 18     | 189      | John Solomon      | Linebacker       | Sam Houston State      |
| 7    | 24     | 232      | Jose White        | Linebacker       | Howard                 |
| 7    | 35     | 243      | Jason Fisk        | Defensive tackle | Stanford               |

Draft NFL 1996
| Giro | Scelta | Generale | Giocatore      | Ruolo            | College        |
| ---- | ------ | -------- | -------------- | ---------------- | -------------- |
| 1    | 16     | 16       | Duane Clemons  | Defensive end    | California     |
| 2    | 15     | 45       | James Manley   | Defensive tackle | Vanderbilt     |
| 3    | 14     | 75       | Moe Williams   | Running back     | Kentucky       |
| 4    | 2      | 97       | Hunter Goodwin | Tight end        | Texas A&M      |
| 5    | 16     | 148      | Sean Boyd      | Safety           | North Carolina |
| 7    | 14     | 223      | Jon Merrill    | Offensive tackle | Duke           |

Draft NFL 1997
| Giro | Scelta | Generale | Giocatore         | Ruolo            | College        |
| ---- | ------ | -------- | ----------------- | ---------------- | -------------- |
| 1    | 20     | 20       | Dwayne Rudd       | Linebacker       | Alabama        |
| 2    | 19     | 49       | Torrian Gray      | Safety           | Virginia Tech  |
| 3    | 18     | 78       | Stalin Colinet    | Defensive end    | Boston College |
| 4    | 17     | 113      | Antonio Banks     | Defensive back   | Virginia Tech  |
| 5    | 21     | 151      | Tony Williams     | Defensive tackle | Memphis        |
| 6    | 20     | 183      | Robert Tate       | Cornerback       | Cincinnati     |
| 7    | 19     | 220      | Artie Ulmer       | Linebacker       | Valdosta State |
| 7    | 34     | 235      | Matthew Hatchette | Wide receiver    | Langston       |

Draft NFL 1998
| Giro | Scelta | Generale | Giocatore       | Ruolo         | College        |
| ---- | ------ | -------- | --------------- | ------------- | -------------- |
| 1    | 21     | 21       | Randy Moss      | Wide receiver | Marshall       |
| 2    | 21     | 51       | Kailee Wong     | Linebacker    | Stanford       |
| 3    | 19     | 80       | Ramos McDonald  | Cornerback    | New Mexico     |
| 4    | 18     | 110      | Kivuusama Mays  | Linebacker    | North Carolina |
| 5    | 21     | 144      | Kerry Cooks     | Safety        | Iowa           |
| 6    | 20     | 173      | Matt Birk       | Centro        | Harvard        |
| 7    | 19     | 208      | Chester Burnett | Linebacker    | Arizona        |
| 7    | 36     | 225      | Tony Darden     | Cornerback    | Texas Tech     |

Draft NFL 1999
| Giro | Scelta | Generale | Giocatore           | Ruolo            | College            |
| ---- | ------ | -------- | ------------------- | ---------------- | ------------------ |
| 1    | 11     | 11       | Daunte Culpepper    | Quarterback      | Central Florida    |
| 1    | 29     | 29       | Dimitrius Underwood | Defensive end    | Michigan State     |
| 2    | 13     | 44       | Jim Kleinsasser     | Tight end        | North Dakota       |
| 4    | 25     | 120      | Kenny Wright        | Cornerback       | Northwestern State |
| 4    | 30     | 125      | Jay Humphrey        | Offensive tackle | Texas              |
| 5    | 36     | 169      | Chris Jones         | Safety           | Clemson            |
| 6    | 16     | 185      | Talance Sawyer      | Defensive tackle | UNLV               |
| 6    | 30     | 199      | Antico Dalton       | Linebacker       | Hampton            |
| 7    | 30     | 236      | Noel Scarlett       | Defensive end    | Langston           |

## Anni 2000

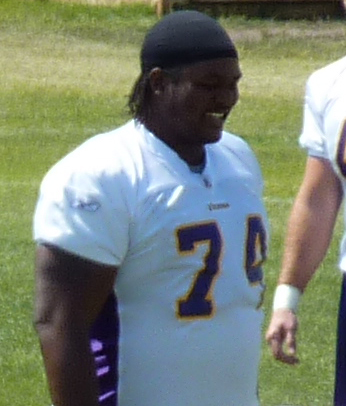
B. McKinnie, 7ª scelta assoluta al Draft NFL 2002

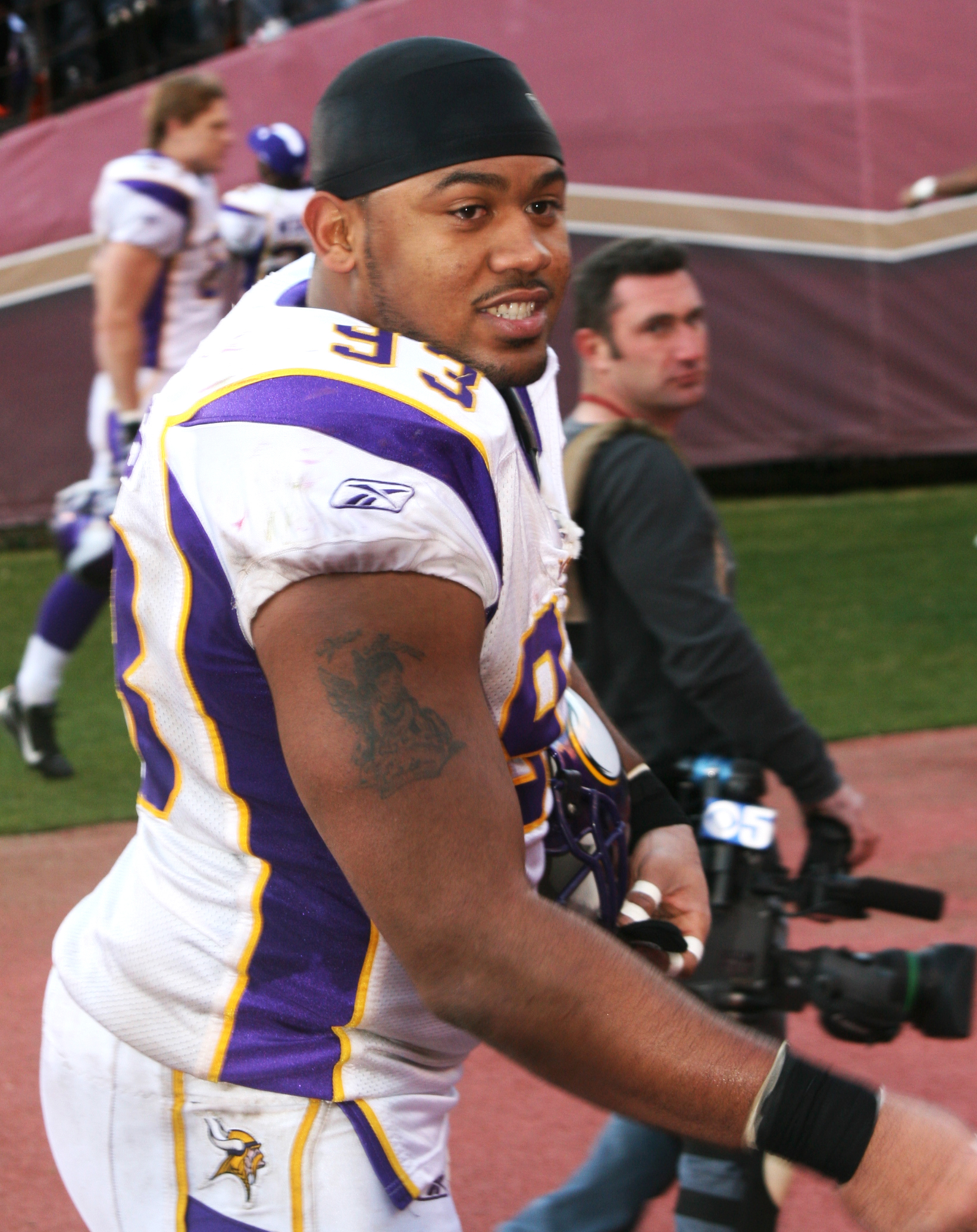
K. Williams, 9ª scelta assoluta al Draft NFL 2003

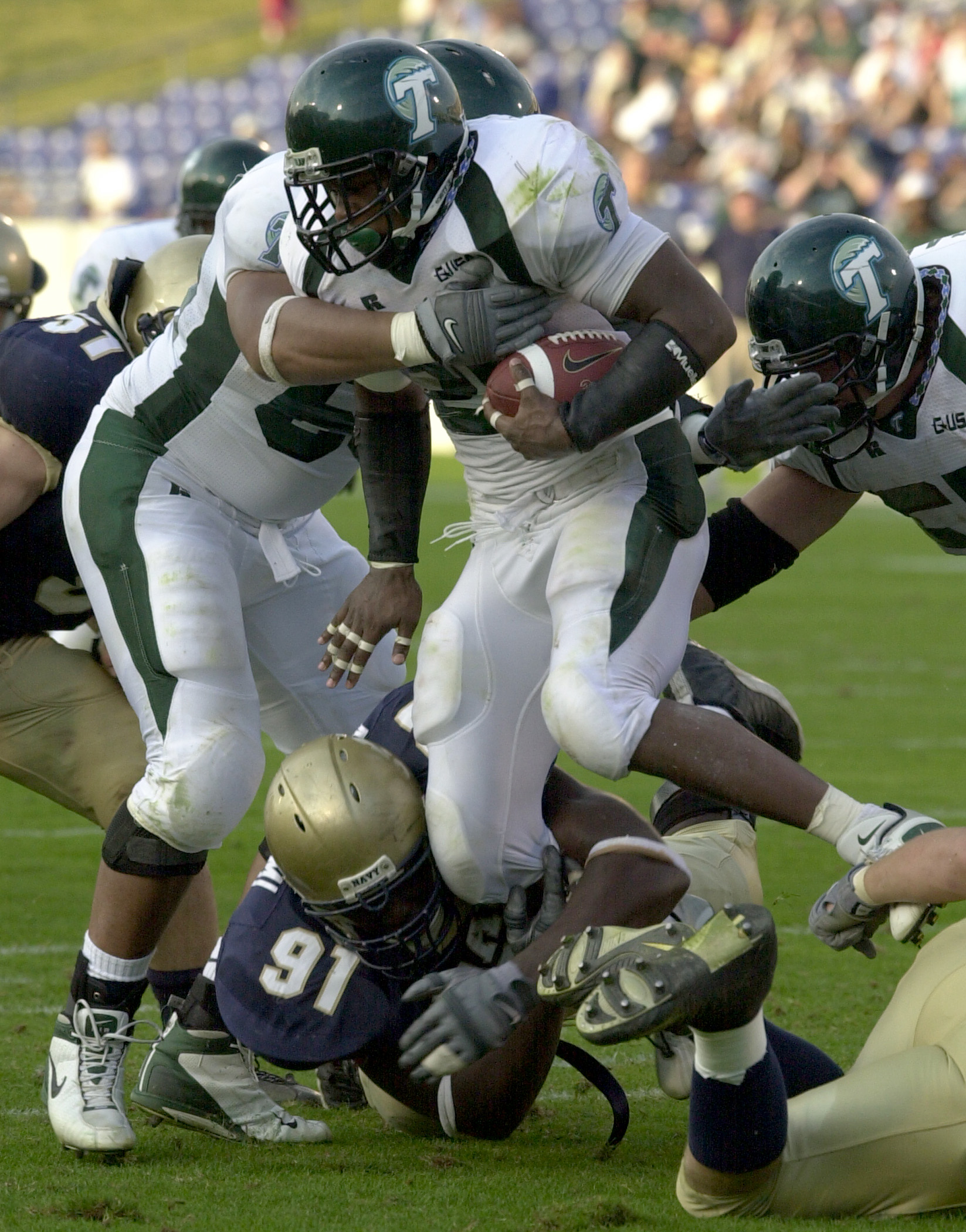
M. Moore, 119ª scelta assoluta al Draft NFL 2004

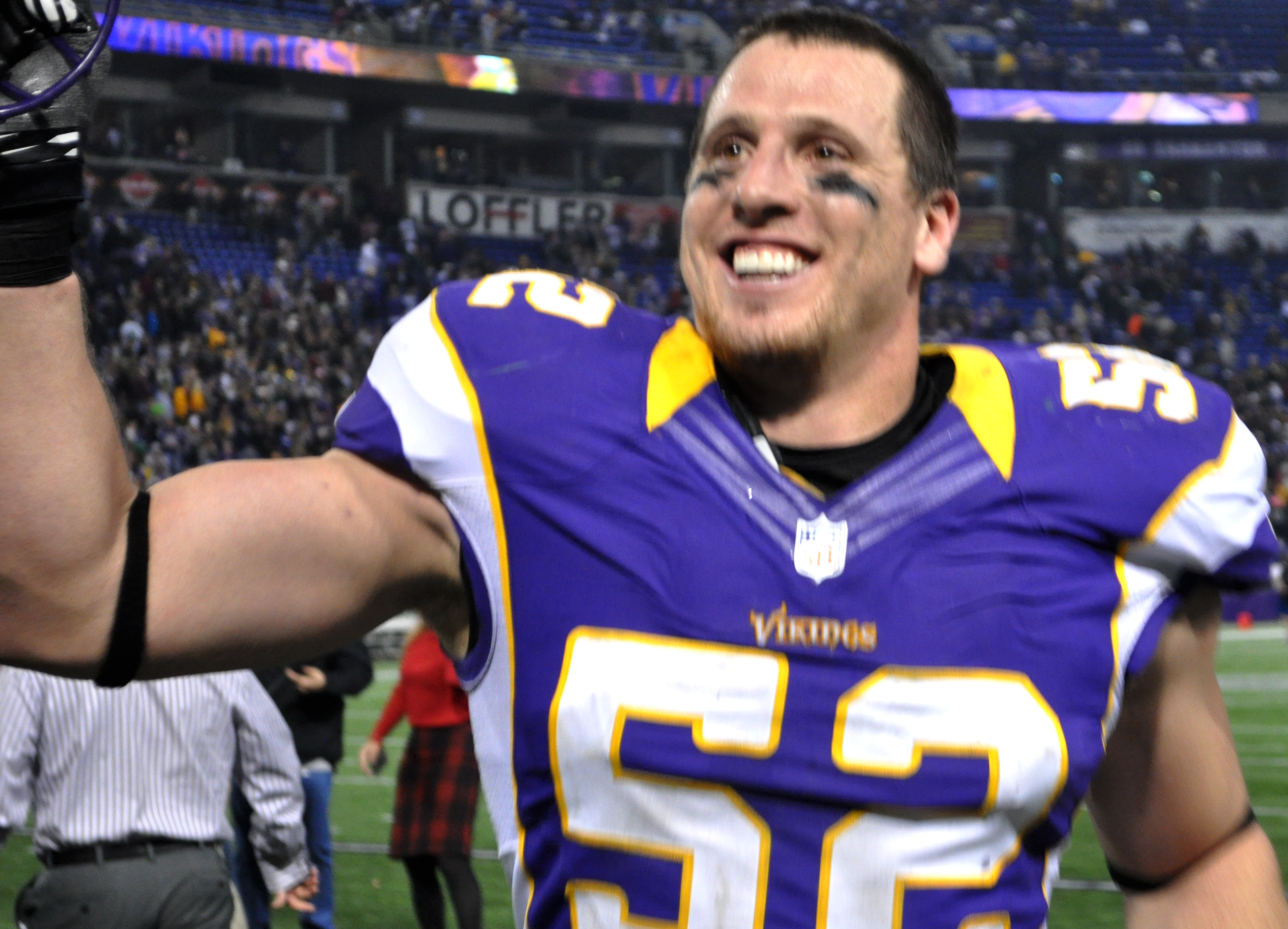
C. Greenway, 17ª scelta assoluta al Draft NFL 2006

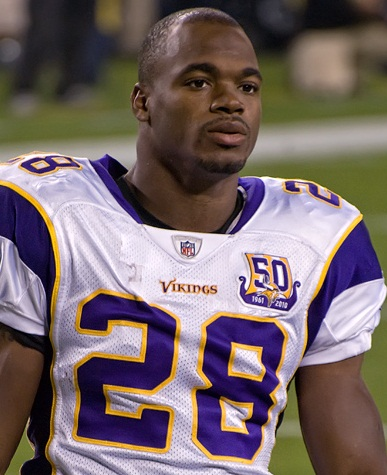
Adrian Peterson, 7ª scelta assoluta al Draft NFL 2007

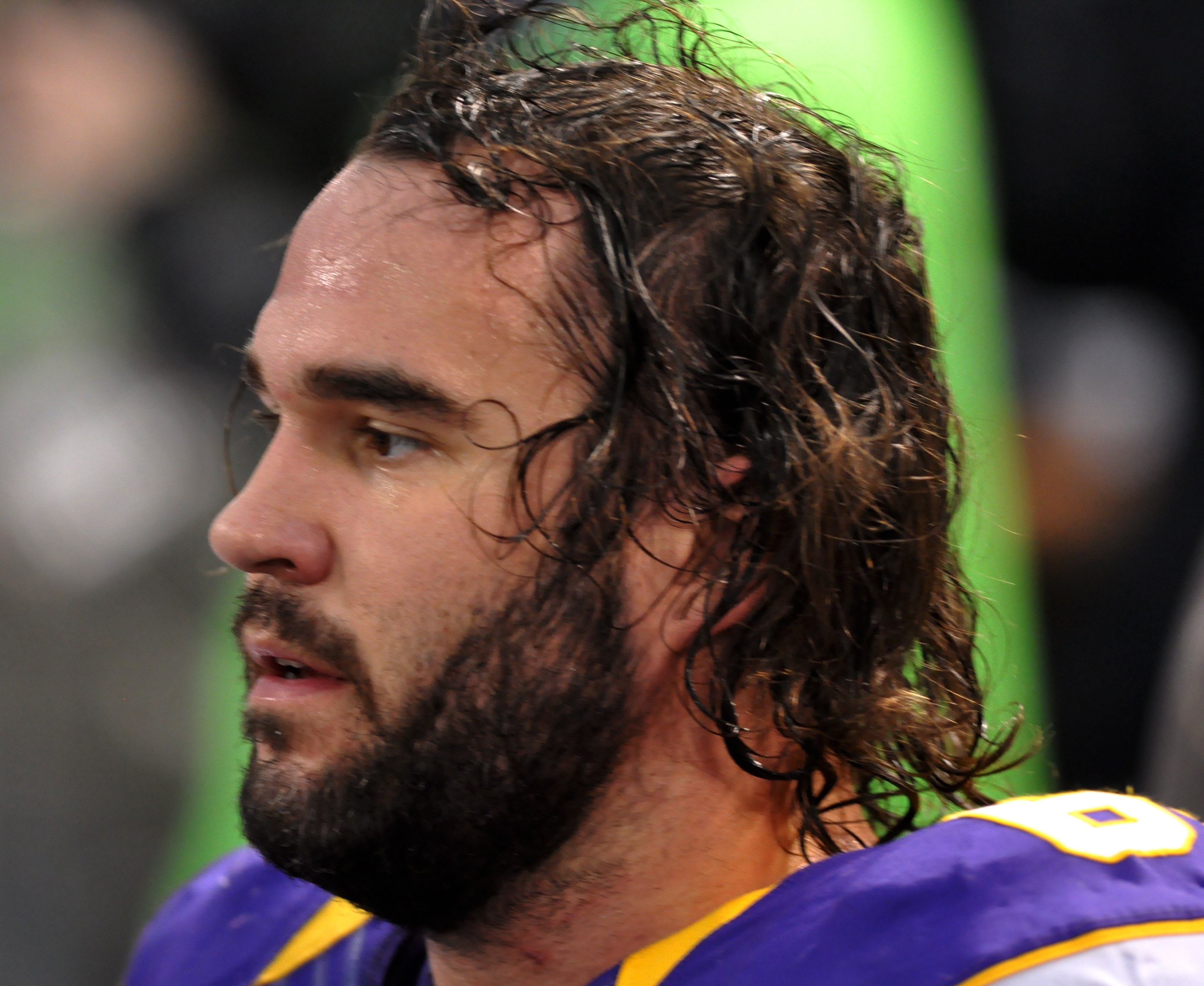
J. Sullivan, 187ª scelta assoluta al Draft NFL 2008

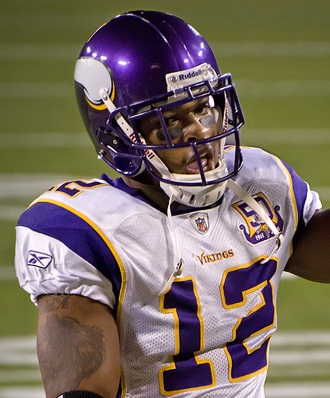
P. Harvin, 22ª scelta assoluta al Draft NFL 2009

Draft NFL 2000
| Giro | Scelta | Generale | Giocatore       | Ruolo            | College              |
| ---- | ------ | -------- | --------------- | ---------------- | -------------------- |
| 1    | 25     | 25       | Chris Hovan     | Defensive tackle | Boston College       |
| 2    | 24     | 55       | Fred Robbins    | Defensive tackle | Wake Forest          |
| 2    | 25     | 56       | Michael Boireau | Defensive tackle | Miami (FL)           |
| 3    | 26     | 88       | Doug Chapman    | Running back     | Marshall             |
| 4    | 12     | 106      | Antonio Wilson  | Linebacker       | Texas A&M-Commerce   |
| 4    | 24     | 118      | Tyrone Carter   | Safety           | Minnesota            |
| 5    | 36     | 165      | Troy Walters    | Wide receiver    | Stanford             |
| 7    | 34     | 240      | Mike Malano     | Centro           | San Diego State      |
| 7    | 38     | 244      | Giles Cole      | Tight end        | Texas A&M-Kingsville |
| 7    | 42     | 248      | Lewis Kelly     | Offensive guard  | South Carolina State |

Draft NFL 2001
| Giro | Scelta | Generale | Giocatore         | Ruolo            | College        |
| ---- | ------ | -------- | ----------------- | ---------------- | -------------- |
| 1    | 27     | 27       | Michael Bennett   | Running back     | Wisconsin      |
| 2    | 26     | 57       | Willie Howard     | Defensive end    | Stanford       |
| 3    | 7      | 69       | Eric Kelly        | Cornerback       | Kentucky       |
| 4    | 35     | 130      | Shawn Worthen     | Defensive tackle | TCU            |
| 4    | 36     | 131      | Cedric James      | Wide receiver    | TCU            |
| 5    | 26     | 157      | Patrick Chukwurah | Defensive end    | Wyoming        |
| 6    | 26     | 189      | Carey Scott       | Cornerback       | Kentucky State |
| 7    | 25     | 225      | Brian Crawford    | Offensive tackle | Western Oregon |

Draft NFL 2002
| Giro | Scelta | Generale | Giocatore       | Ruolo            | College              |
| ---- | ------ | -------- | --------------- | ---------------- | -------------------- |
| 1    | 7      | 7        | Bryant McKinnie | Offensive tackle | Miami (FL)           |
| 2    | 6      | 38       | Raonall Smith   | Linebacker       | Washington State     |
| 3    | 5      | 70       | Willie Offord   | Safety           | South Carolina       |
| 4    | 7      | 105      | Brian Williams  | Cornerback       | North Carolina State |
| 4    | 34     | 132      | Ed Ta'amu       | Offensive guard  | Utah                 |
| 6    | 5      | 177      | Nick Rogers     | Linebacker       | Georgia Tech         |
| 7    | 7      | 218      | Chad Beasley    | Offensive tackle | Virginia Tech        |

Draft NFL 2003
| Giro | Scelta | Generale | Giocatore       | Ruolo            | College        |
| ---- | ------ | -------- | --------------- | ---------------- | -------------- |
| 1    | 9      | 9        | Kevin Williams  | Defensive tackle | Oklahoma State |
| 2    | 8      | 40       | E. J. Henderson | Linebacker       | Maryland       |
| 3    | 7      | 71       | Nate Burleson   | Wide receiver    | Nevada         |
| 4    | 8      | 105      | Onterrio Smith  | Running back     | Oregon         |
| 6    | 7      | 180      | Eddie Johnson   | Punter           | Idaho State    |
| 6    | 17     | 190      | Michael Nattiel | Linebacker       | Florida        |
| 7    | 7      | 221      | Keenan Howry    | Wide receiver    | Oregon         |

Draft NFL 2004
| Giro | Scelta | Generale | Giocatore          | Ruolo            | College        |
| ---- | ------ | -------- | ------------------ | ---------------- | -------------- |
| 1    | 20     | 20       | Kenechi Udeze      | Defensive end    | USC            |
| 2    | 16     | 48       | Dontarrious Thomas | Linebacker       | Auburn         |
| 3    | 25     | 88       | Darrion Scott      | Defensive end    | Ohio State     |
| 4    | 19     | 115      | Nat Dorsey         | Offensive tackle | Georgia Tech   |
| 4    | 23     | 119      | Mewelde Moore      | Running back     | Tulane         |
| 5    | 23     | 155      | Rod Davis          | Linebacker       | Southern Miss  |
| 6    | 19     | 184      | Deandre Eiland     | Safety           | South Carolina |
| 7    | 19     | 220      | Jeff Dugan         | Tight end        | Maryland       |

Draft NFL 2005
| Giro | Scelta | Generale | Giocatore       | Ruolo           | College        |
| ---- | ------ | -------- | --------------- | --------------- | -------------- |
| 1    | 7      | 7        | Troy Williamson | Wide receiver   | South Carolina |
| 1    | 18     | 18       | Erasmus James   | Defensive end   | Wisconsin      |
| 2    | 17     | 49       | Marcus Johnson  | Offensive guard | Mississippi    |
| 3    | 16     | 80       | Dustin Fox      | Cornerback      | Ohio State     |
| 4    | 11     | 112      | Ciatrick Fason  | Running back    | Florida        |
| 6    | 17     | 191      | C. J. Mosley    | Defensive end   | Missouri       |
| 7    | 5      | 219      | Adrian Ward     | Cornerback      | UTEP           |

Draft NFL 2006
| Giro | Scelta | Generale | Giocatore        | Ruolo            | College       |
| ---- | ------ | -------- | ---------------- | ---------------- | ------------- |
| 1    | 17     | 17       | Chad Greenway    | Linebacker       | Iowa          |
| 2    | 16     | 48       | Cedric Griffin   | Cornerback       | Texas         |
| 2    | 19     | 51       | Ryan Cook        | Offensive tackle | New Mexico    |
| 2    | 32     | 64       | Tarvaris Jackson | Quarterback      | Alabama State |
| 4    | 30     | 127      | Ray Edwards      | Defensive end    | Purdue        |
| 5    | 17     | 149      | Greg Blue        | Safety           | Georgia       |

Draft NFL 2007
| Giro | Scelta | Generale | Giocatore         | Ruolo         | College               |
| ---- | ------ | -------- | ----------------- | ------------- | --------------------- |
| 1    | 7      | 7        | A. Peterson       | Running back  | Oklahoma              |
| 2    | 12     | 44       | Sidney Rice       | Wide receiver | South Carolina        |
| 3    | 8      | 72       | Marcus McCauley   | Cornerback    | Fresno State          |
| 4    | 3      | 102      | Brian Robison     | Defensive end | Texas                 |
| 5    | 9      | 146      | Aundrae Allison   | Wide receiver | East Carolina         |
| 6    | 2      | 176      | Rufus Alexander   | Linebacker    | Oklahoma              |
| 7    | 7      | 217      | Tyler Thigpen     | Quarterback   | Coastal Carolina      |
| 7    | 23     | 233      | Chandler Williams | Wide receiver | Florida International |

Draft NFL 2008
| Giro | Scelta | Generale | Giocatore        | Ruolo            | College        |
| ---- | ------ | -------- | ---------------- | ---------------- | -------------- |
| 2    | 12     | 43       | Tyrell Johnson   | Safety           | Arkansas State |
| 5    | 2      | 137      | John David Booty | Quarterback      | USC            |
| 5    | 17     | 152      | Letroy Guion     | Defensive tackle | Florida State  |
| 6    | 21     | 187      | John Sullivan    | Centro           | Notre Dame     |
| 6    | 27     | 193      | Jaymar Johnson   | Wide receiver    | Jackson State  |

Draft NFL 2009
| Giro | Scelta | Generale | Giocatore       | Ruolo            | College        |
| ---- | ------ | -------- | --------------- | ---------------- | -------------- |
| 1    | 22     | 22       | Percy Harvin    | Wide receiver    | Florida        |
| 2    | 22     | 54       | Phil Loadholt   | Offensive tackle | Oklahoma       |
| 3    | 22     | 86       | Asher Allen     | Cornerback       | Georgia        |
| 5    | 14     | 150      | Jasper Brinkley | Linebacker       | South Carolina |
| 7    | 22     | 231      | Jamarca Sanford | Safety           | Mississippi    |

## Anni 2010

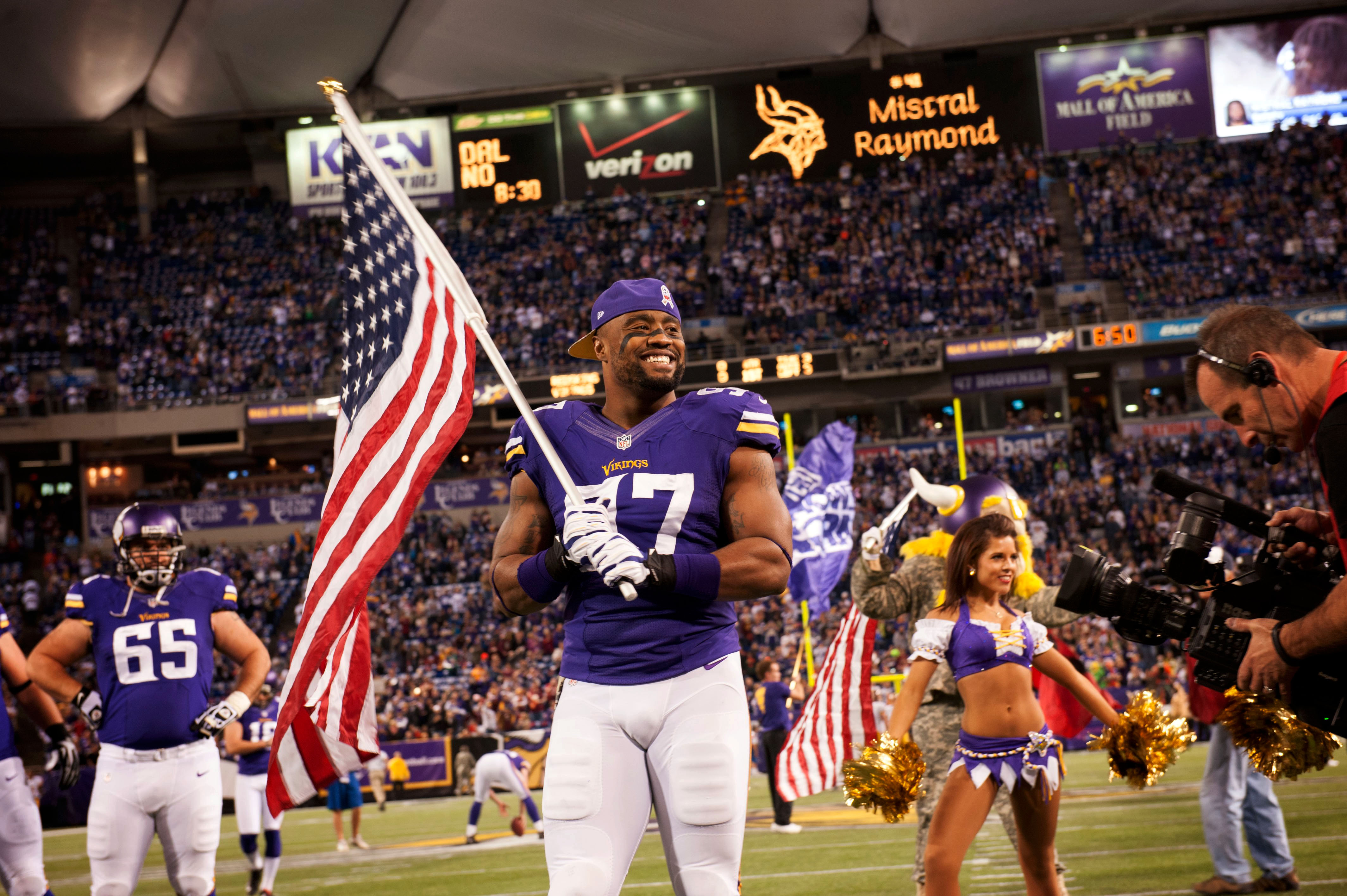
E. Griffen, 100ª scelta assoluta al Draft NFL 2010

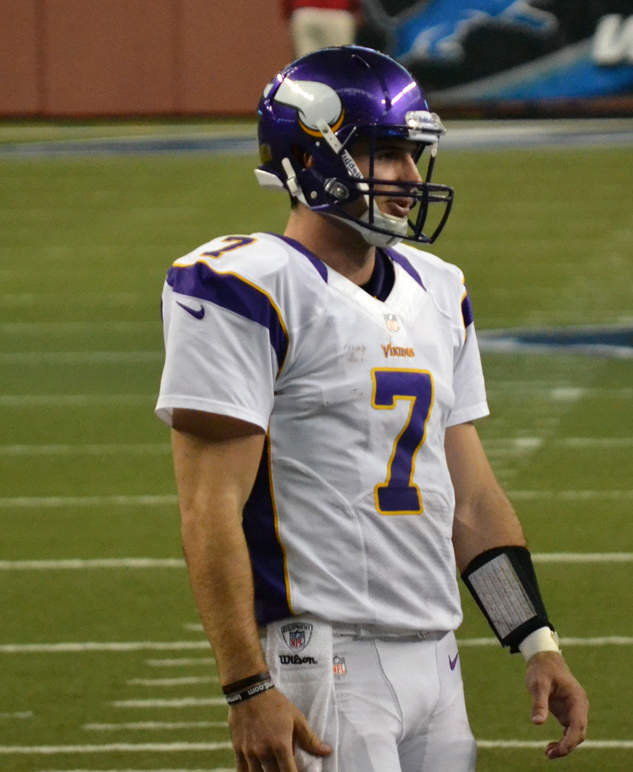
C. Ponder, 12ª scelta assoluta al Draft NFL 2011

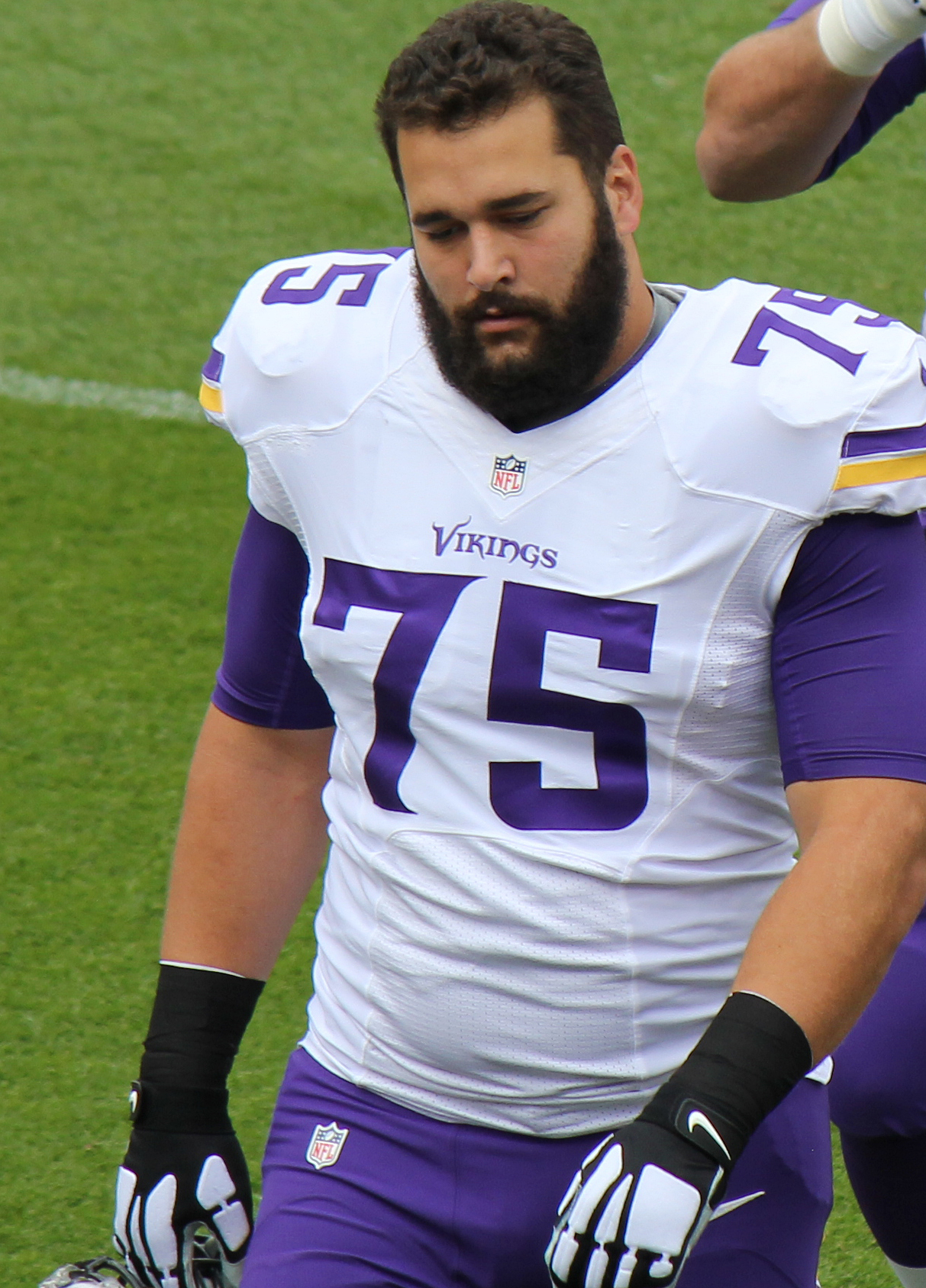
M. Kalil, 4ª scelta assoluta al Draft NFL 2012

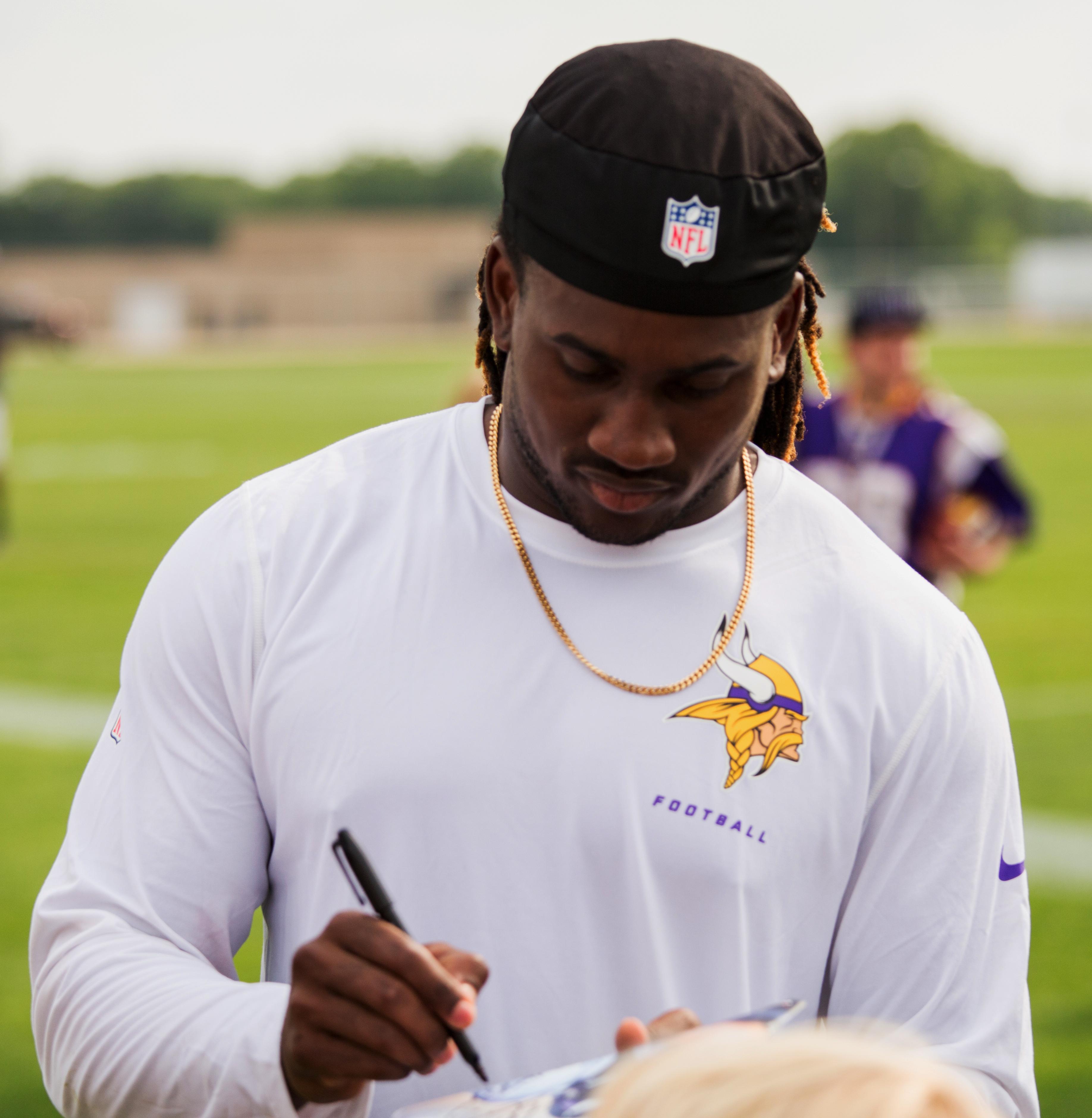
C. Patterson, 29ª scelta assoluta al Draft NFL 2013

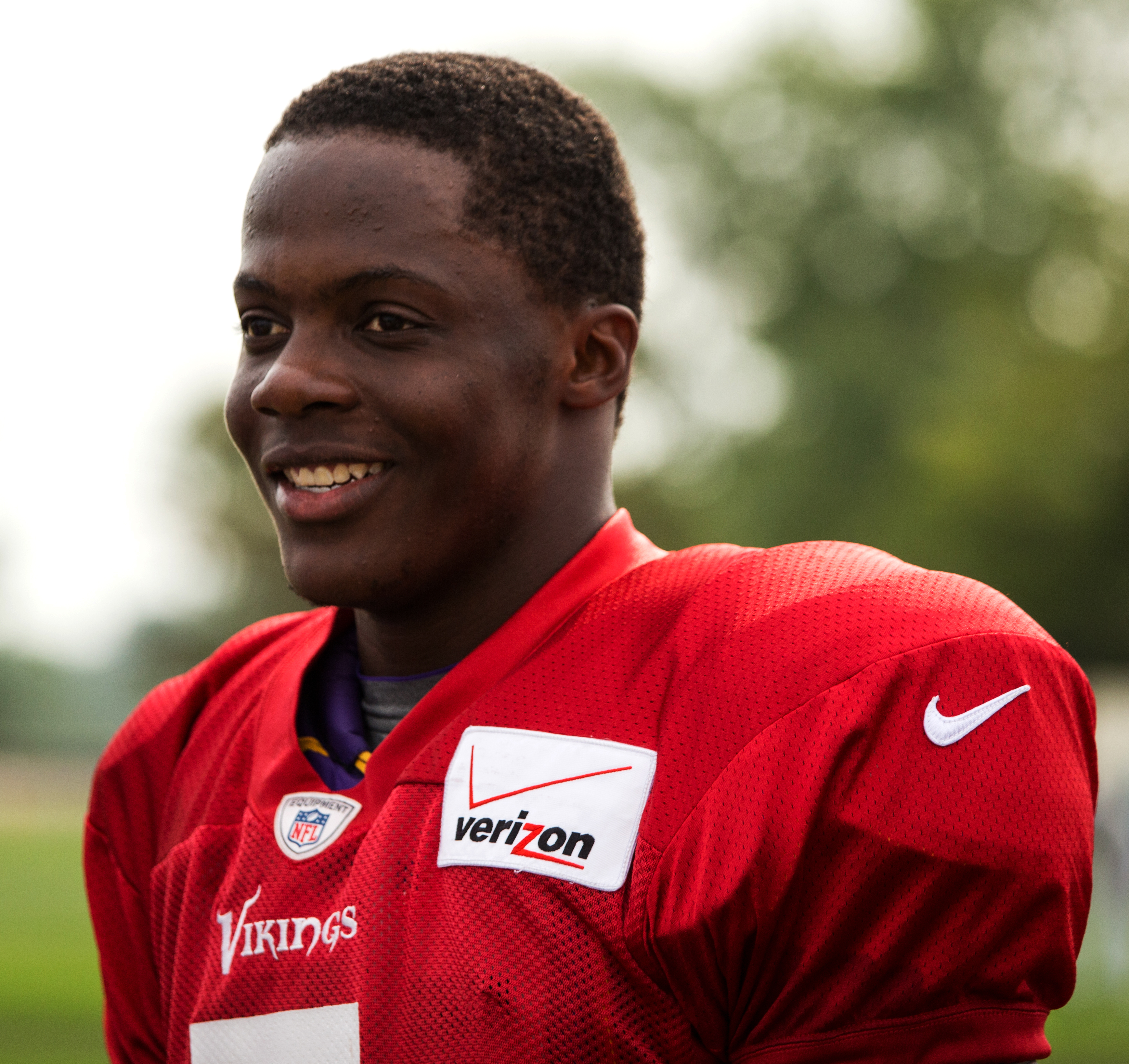
T. Bridgewater, 32ª scelta assoluta al Draft NFL 2014

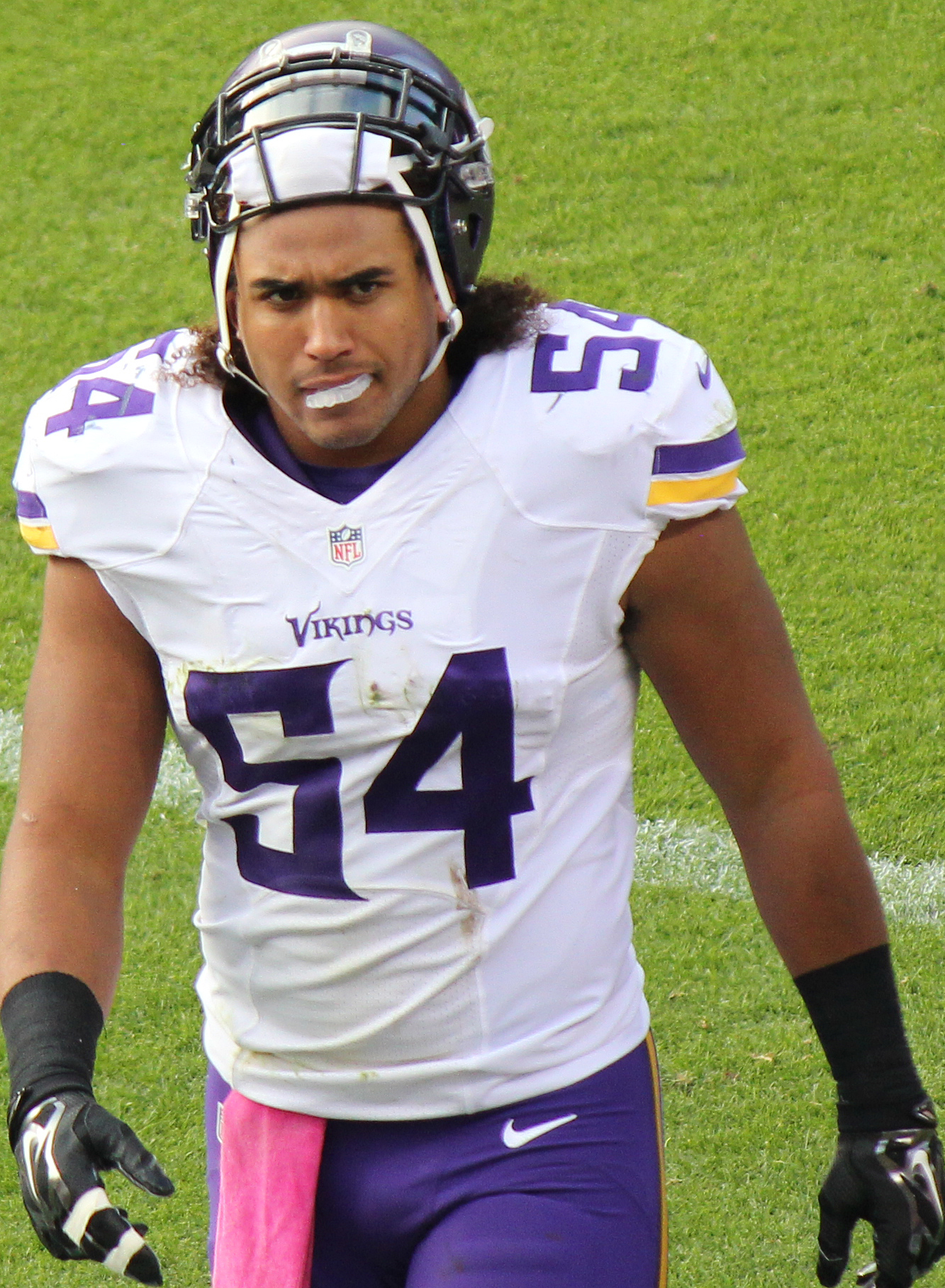
E. Kendricks, 45ª scelta assoluta al Draft NFL 2015

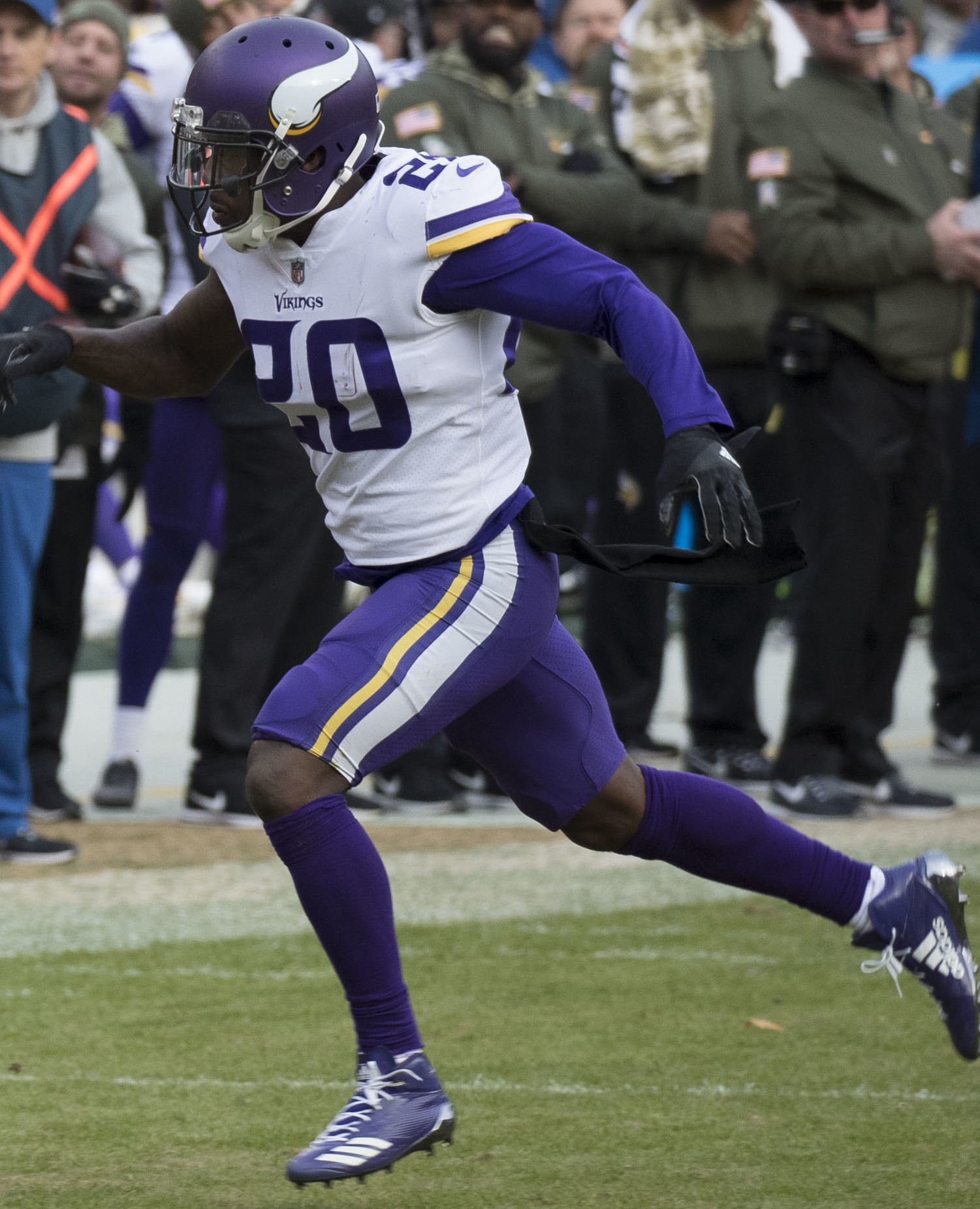
M. Alexander, 54ª scelta assoluta al Draft NFL 2016

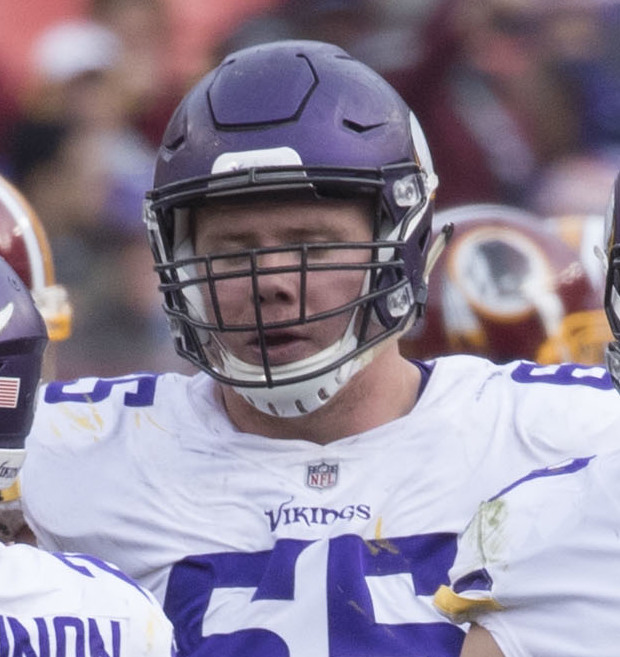
P. Elflein, 70ª scelta assoluta al Draft NFL 2017

Draft NFL 2010
| Giro | Scelta | Generale | Giocatore          | Ruolo           | College     |
| ---- | ------ | -------- | ------------------ | --------------- | ----------- |
| 2    | 2      | 34       | Chris Cook         | Cornerback      | Virginia    |
| 2    | 19     | 51       | Toby Gerhart       | Running back    | Stanford    |
| 4    | 2      | 100      | Everson Griffen    | Defensive end   | USC         |
| 5    | 30     | 161      | Chris DeGeare      | Offensive guard | Wake Forest |
| 5    | 36     | 167      | Nathan Triplett    | Linebacker      | Minnesota   |
| 6    | 30     | 199      | Joe Webb           | Quarterback     | UAB         |
| 7    | 7      | 214      | Mickey Shuler, Jr. | Tight end       | Penn State  |
| 7    | 30     | 237      | Ryan D'Imperio     | Fullback        | Rutgers     |

Draft NFL 2011
| Giro | Scelta | Generale | Giocatore         | Ruolo            | College        |
| ---- | ------ | -------- | ----------------- | ---------------- | -------------- |
| 1    | 12     | 12       | Christian Ponder  | Quarterback      | Florida State  |
| 2    | 11     | 43       | Kyle Rudolph      | Tight end        | Notre Dame     |
| 4    | 9      | 106      | Christian Ballard | Defensive tackle | Iowa           |
| 5    | 8      | 139      | Brandon Burton    | Cornerback       | Utah           |
| 6    | 3      | 168      | DeMarcus Love     | Offensive tackle | Arkansas       |
| 6    | 5      | 170      | Mistral Raymond   | Safety           | South Florida  |
| 6    | 7      | 172      | Brandon Fusco     | Offensive guard  | Slippery Rock  |
| 6    | 35     | 200      | Ross Homan        | Linebacker       | Ohio State     |
| 7    | 12     | 215      | D'Aundre Reed     | Defensive end    | Arizona        |
| 7    | 33     | 236      | Stephen Burton    | Wide receiver    | West Texas A&M |

Draft NFL 2012
| Giro | Scelta | Generale | Giocatore      | Ruolo            | College              |
| ---- | ------ | -------- | -------------- | ---------------- | -------------------- |
| 1    | 4      | 4        | Matt Kalil     | Offensive tackle | USC                  |
| 1    | 29     | 29       | Harrison Smith | Safety           | Notre Dame           |
| 3    | 3      | 66       | Josh Robinson  | Cornerback       | Central Florida      |
| 4    | 23     | 118      | Jarius Wright  | Wide receiver    | Arkansas             |
| 4    | 33     | 128      | Rhett Ellison  | Fullback         | USC                  |
| 4    | 39     | 134      | Greg Childs    | Wide receiver    | Arkansas             |
| 5    | 4      | 139      | Robert Blanton | Safety           | Notre Dame           |
| 6    | 5      | 175      | Blair Walsh    | Kicker           | Georgia              |
| 7    | 3      | 210      | Audie Cole     | Linebacker       | North Carolina State |
| 7    | 12     | 219      | Trevor Guyton  | Defensive end    | California           |

Draft NFL 2013
| Giro | Scelta | Generale | Giocatore             | Ruolo            | College        |
| ---- | ------ | -------- | --------------------- | ---------------- | -------------- |
| 1    | 23     | 23       | Sharrif Floyd         | Defensive tackle | Florida        |
| 1    | 25     | 25       | Xavier Rhodes         | Cornerback       | Florida State  |
| 1    | 29     | 29       | Cordarrelle Patterson | Wide receiver    | Tennessee      |
| 4    | 23     | 120      | Gerald Hodges         | Linebacker       | Penn State     |
| 5    | 22     | 155      | Jeff Locke            | Punter           | UCLA           |
| 6    | 28     | 196      | Jeff Baca             | Offensive guard  | UCLA           |
| 7    | 7      | 213      | Michael Mauti         | Linebacker       | Penn State     |
| 7    | 8      | 214      | Travis Bond           | Offensive guard  | North Carolina |
| 7    | 23     | 229      | Everett Dawkins       | Defensive tackle | Florida State  |

Draft NFL 2014
| Giro | Scelta | Generale | Giocatore         | Ruolo            | College          |
| ---- | ------ | -------- | ----------------- | ---------------- | ---------------- |
| 1    | 9      | 9        | Anthony Barr      | Linebacker       | UCLA             |
| 1    | 32     | 32       | Teddy Bridgewater | Quarterback      | Louisville       |
| 3    | 8      | 72       | Scott Crichton    | Defensive end    | Oregon State     |
| 3    | 32     | 96       | Jerick McKinnon   | Running back     | Georgia Southern |
| 5    | 8      | 145      | David Yankey      | Offensive guard  | Stanford         |
| 6    | 6      | 182      | Antone Exum       | Cornerback       | Virginia Tech    |
| 6    | 8      | 184      | Kendall James     | Cornerback       | Maine            |
| 7    | 5      | 220      | Shamar Stephen    | Defensive tackle | Connecticut      |
| 7    | 8      | 223      | Brandon Watts     | Linebacker       | Georgia Tech     |
| 7    | 10     | 225      | Jabari Price      | Cornerback       | North Carolina   |

Draft NFL 2015
| Giro | Scelta | Generale | Giocatore       | Ruolo            | College           |
| ---- | ------ | -------- | --------------- | ---------------- | ----------------- |
| 1    | 11     | 11       | Trae Waynes     | Cornerback       | Michigan State    |
| 2    | 13     | 45       | Eric Kendricks  | Linebacker       | UCLA              |
| 3    | 24     | 88       | Danielle Hunter | Defensive end    | LSU               |
| 4    | 11     | 110      | T.J. Clemmings  | Offensive tackle | Pittsburgh        |
| 5    | 7      | 143      | MyCole Pruitt   | Tight end        | Southern Illinois |
| 5    | 10     | 146      | Stefon Diggs    | Wide receiver    | Maryland          |
| 6    | 9      | 185      | Tyrus Thompson  | Offensive tackle | Oklahoma          |
| 6    | 17     | 193      | B.J. Dubose     | Defensive end    | Louisville        |
| 7    | 11     | 228      | Austin Shepherd | Offensive tackle | Alabama           |
| 7    | 15     | 232      | Edmond Robinson | Linebacker       | Newberry          |

Draft NFL 2016
| Giro | Scelta | Generale | Giocatore           | Ruolo           | College               |
| ---- | ------ | -------- | ------------------- | --------------- | --------------------- |
| 1    | 23     | 23       | Laquon Treadwell    | Wide receiver   | Ole Miss              |
| 2    | 23     | 54       | Mackensie Alexander | Cornerback      | Clemson               |
| 4    | 23     | 121      | Willie Beavers      | Offensive guard | Western Michigan      |
| 5    | 21     | 160      | Kentrell Brothers   | Linebacker      | Missouri              |
| 6    | 5      | 180      | Moritz Böhringer    | Wide receiver   | Schwäbisch Hall (GFL) |
| 6    | 13     | 188      | David Morgan II     | Tight end       | UTSA                  |
| 7    | 6      | 227      | Stephen Weatherly   | Defensive end   | Vanderbilt            |
| 7    | 23     | 244      | Jayron Kearse       | Safety          | Clemson               |

Draft NFL 2017
| Giro | Scelta | Generale | Giocatore       | Ruolo            | College       |
| ---- | ------ | -------- | --------------- | ---------------- | ------------- |
| 2    | 9      | 41       | Dalvin Cook     | Running back     | Florida State |
| 3    | 6      | 70       | Pat Elflein     | Centro           | Ohio State    |
| 4    | 2      | 109      | Jaleel Johnson  | Defensive tackle | Iowa          |
| 4    | 13     | 120      | Ben Gedeon      | Linebacker       | Michigan      |
| 5    | 27     | 170      | Rodney Adams    | Wide receiver    | USF           |
| 5    | 37     | 180      | Danny Isidora   | Offensive guard  | Miami         |
| 6    | 18     | 201      | Bucky Hodges    | Tight end        | Virginia Tech |
| 7    | 1      | 209      | Stacy Coley     | Wide receiver    | Miami         |
| 7    | 2      | 220      | Ifeadi Odenigbo | Defensive end    | Northwestern  |
| 7    | 14     | 232      | Elijah Lee      | Linebacker       | Kansas State  |
| 7    | 27     | 245      | Jack Tocho      | Cornerback       | N.C. State    |